# Amazonas-medence
Az Amazonas-medence vagy Amazónia Dél-Amerika azon, északi része, amely a Guyanai- és Brazil-masszívum, továbbá az Andok között helyezkedik el. Az Amazonas folyó és mellékfolyói szelik át. Jelentős része még trópusi esőerdővel borított és nevét a fő folyójáról kapta.
A hatalmas erdőségek miatt,  a Föld tüdejének is nevezik, de ez a kifejezés inkább a médiában és a hírességek által használatos. Tudományosan megcáfolt állítás.

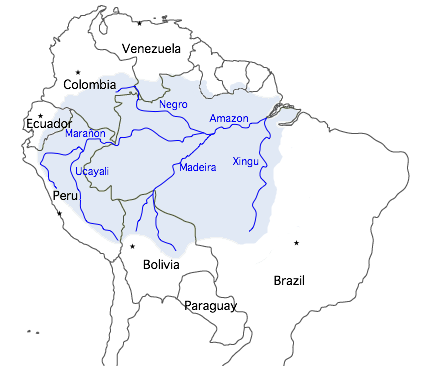
Az Amazonas-medence

## Földrajz

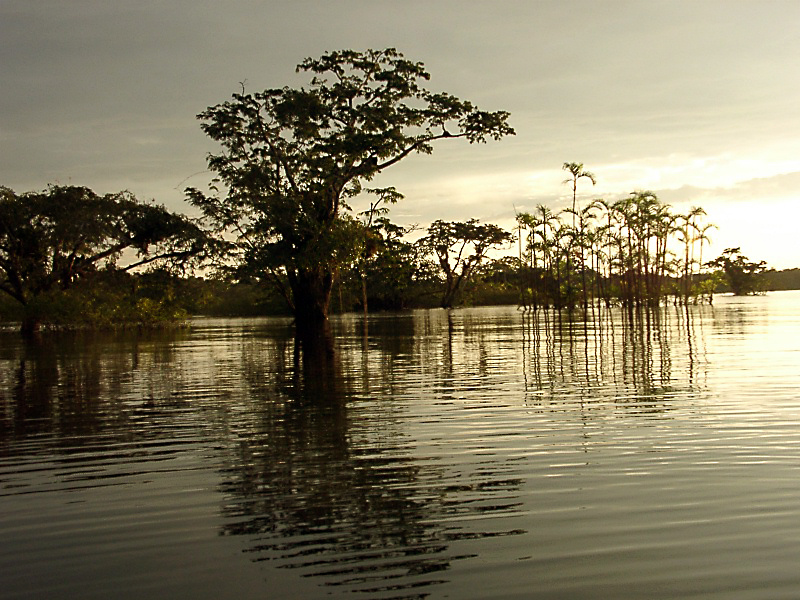
Ecuador, Lago Agrio Nemzeti park

A megközelítőleg fél európányi területével a Föld legnagyobb alföldje és legnagyobb területű egyenlítői éghajlatú területe, melyen a Föld legbővizűbb folyója kanyarog, és emellett a világ legnagyobb egybefüggő erdőségét foglalja magába.
Közel kétharmada Brazíliához tartozik. Ezen kívül Peru, Bolívia, Ecuador, Kolumbia, Venezuela, Guyana, Suriname és Francia Guyana egyes területei is az Amazonas-medencéhez tartoznak.
A medencét három résztájra tagolhatjuk:
- az Amazonas tulajdonképpeni alföldje,
- a Guyanai-hegyvidék déli lejtővidéke,
- a Brazil-felföld északi peremterülete.

### Geológia
Az Amazonas-medence a Guyanai-ősmasszívum területén fekszik, amely kétlépcsős vetődésekkel a mélyben összefügg, és ez a rész feltöltődött folyami üledékkel, amelyet az Amazonas és mellékfolyói hordtak rá.
A medence mélyén megvan a prekambriumi kőzetekből álló összeköttetés a Guyanai- és a Brazil-felföld között, fölöttük találhatók a fent említett üledékes kőzetek.
Talaja vörös trópusi, laterit.

### Vízrajz

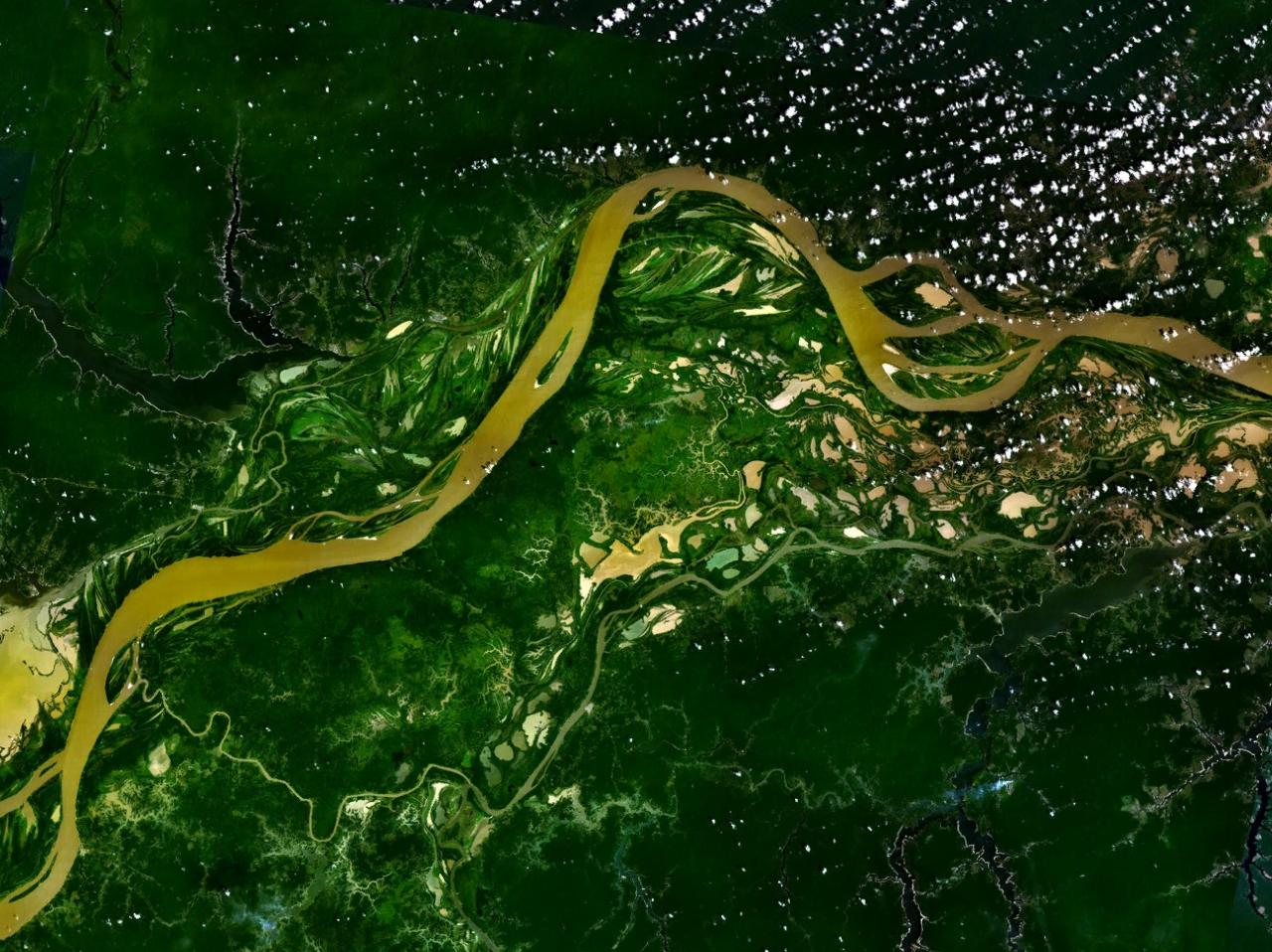
Műholdkép az Amazonasról

Földünk legkiterjedtebb vízhálózata Amazónia. Az Amazonas nem csak a legnagyobb, de egyik leghosszabb folyója is Földünknek. Tucatnyi mellékfolyója nagyobb, mint a Duna. Mellékfolyói közül tíz a világ 25 legbővizűbb folyói közé tartozik. A folyók gyakran elárasztják a velük határos, alacsony fekvésű erdőket is.
A vízgyűjtőterület nyolc országra terjed ki, területe 7 180 000 km², Európa területének kétharmada.
Az Amazonas és több mint száz mellékfolyója a világ édesvízkészletének 20-25 %-át szállítja.
Az Amazonas évszaktól függően 100–200 000 m³ vizet szállít másodpercenként az Atlanti-óceánba. A perui Andok magas csúcsaitól ered, 6296 kilométeren keresztül kanyarog az őserdőn át, és közben ezer nagyobb mellékfolyó ömlik bele, 
de megközelítőleg 15 000 mellékfolyó táplálja.

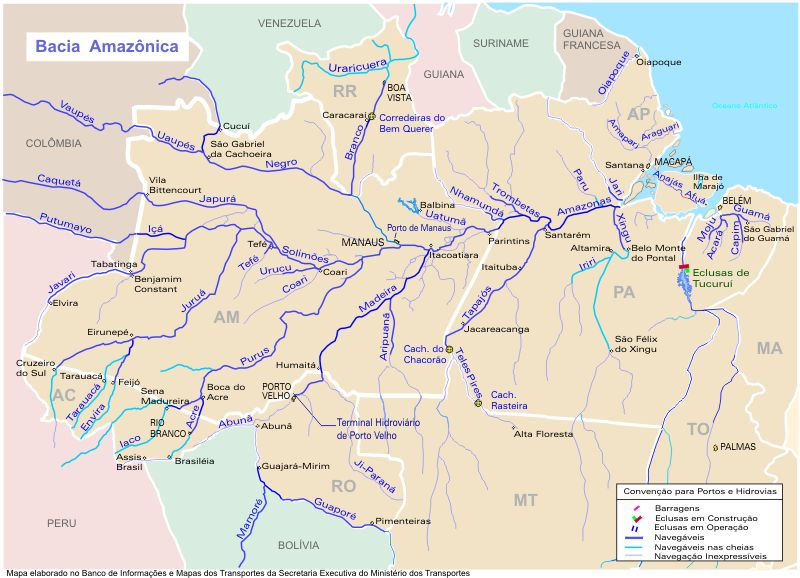
Az Amazonas és mellékfolyói

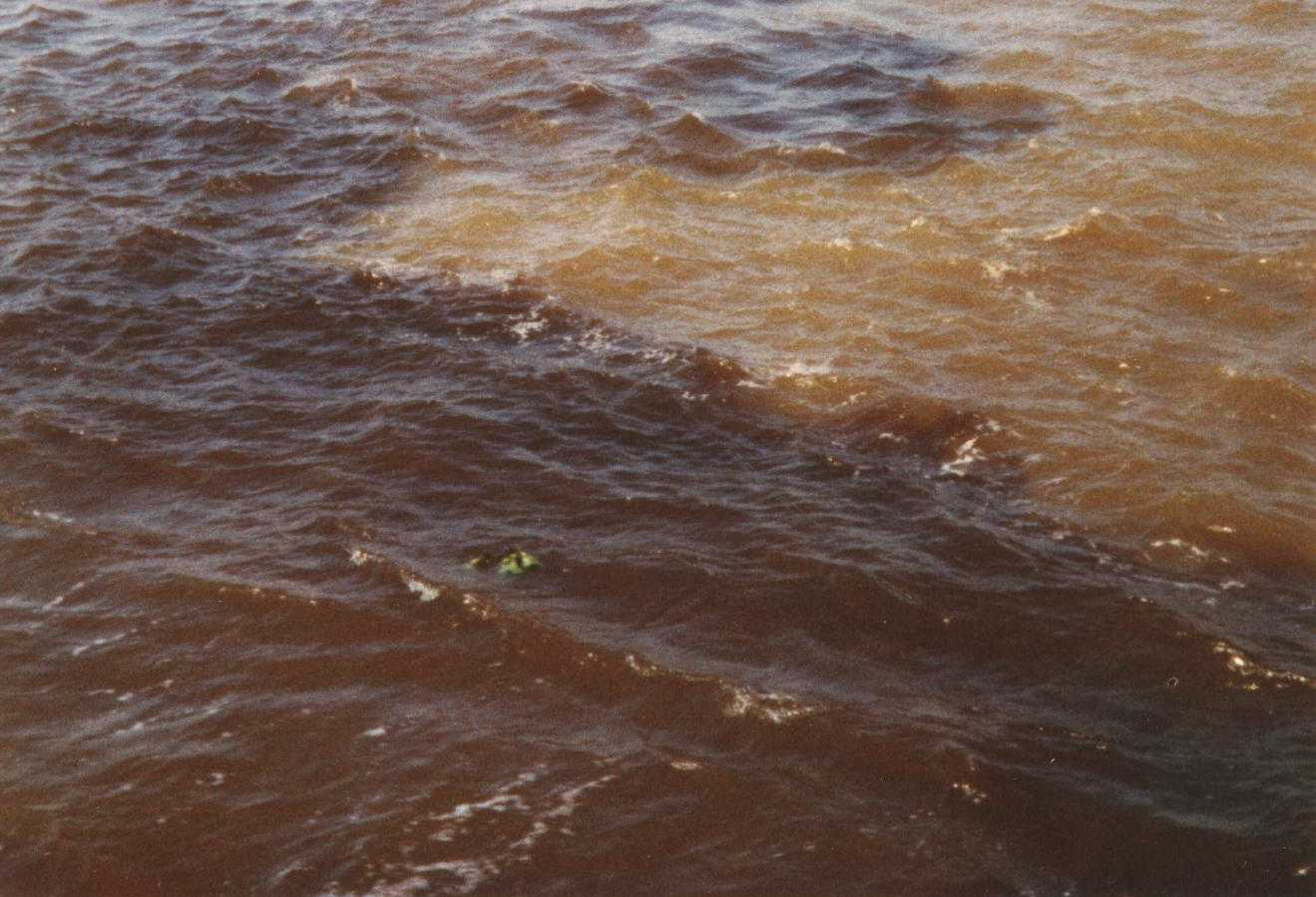
A fekete színű Rio Negro

Az Amazonas legnagyobb mellékfolyói (a forrástól a torkolat felé):
- bal oldali :
  - Marañón
  - Napo (Peruban)
  - Içá (Kolumbiában, Peruban és Ecuadorban Putumayónak nevezik)
  - Branco
  - Japurá (Kolumbiában Caquetá)
  - Rio Negro (Kolumbiában és Venezuelában Río Negro)
  - Uatumã
  - Trombetas
  - Puru
- jobb oldali :
  - Juruá
  - Purus
  - Madeira
  - Tapajós
  - Xingu
  - Tocantis

Érdekességként megemlíthető, hogy a déli területeken eredő folyók világos színűek, például a Rio Tapajos és Rio Xingu, míg az északi mocsaras részről eredő folyók sötét vizűek az általuk megcsapolt mocsarak bomló növényi anyagától, ilyen folyó a Rio Negro, amelyik – bár vize tiszta – fekete színű. A Rio Madeira sárga-piros színét a talajeróziónak köszönheti.

### Klíma
Az Amazonas-medence klímája a tropikustól a szubtrópusi klímáig terjed. A régió nagy részén egész évben bőséges csapadék esik.
Az évi középhőmérséklet az egyenlítői területeken 25–28 °C. Az erdőségekben többnyire forró és párás a levegő, a nappali max. átlaghőmérséklet 30-33 °C, a hajnali minimum 22-25 °C körül van.
| Hónap                         | Jan. | Feb. | Már. | Ápr. | Máj. | Jún. | Júl. | Aug. | Szep. | Okt. | Nov. | Dec. | Év   |
| ----------------------------- | ---- | ---- | ---- | ---- | ---- | ---- | ---- | ---- | ----- | ---- | ---- | ---- | ---- |
| Átlagos max. hőmérséklet (°C) | 30,0 | 30,0 | 31,0 | 31,0 | 31,0 | 31,0 | 31,0 | 33,0 | 33,0  | 33,0 | 32,0 | 31,0 | 31,4 |
| Átlagos min. hőmérséklet (°C) | 23,0 | 23,0 | 23,0 | 23,0 | 23,0 | 23,0 | 23,0 | 23,0 | 23,0  | 24,0 | 24,0 | 23,0 | 23,2 |
| Átl. csapadékmennyiség (mm)   | 260  | 288  | 313  | 300  | 256  | 114  | 87   | 58   | 83    | 126  | 183  | 217  | 2285 |
| Forrás: , weather.com         |      |      |      |      |      |      |      |      |       |      |      |      |      |

Városok éghajlattáblázata. A Hónapok júliussal indulnak. Jobb oldalon a havi középhőmérséklet és a havi átl. csapadékmennyiség (mm).
|  |  |  |
|  |  |  |

### Természetvédelem
A medence területén számos természetvédelmi terület található. Ezek közül a Közép-amazóniai Természetvédelmi Területek a legnagyobb védett terület.

## Élővilág

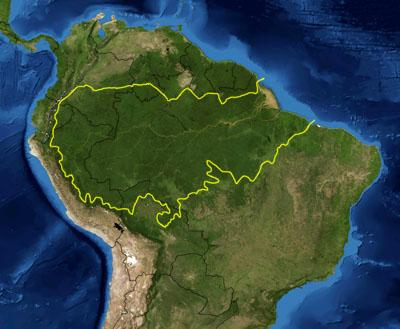
Műholdkép az esőerdőről, sárga vonal jelöli az esőerdő határait (2007)

A faji változatosság itt a legnagyobb a Földön (→ biodiverzitás), 2020 környékén több mint 2,5 millió állat- és közel 0,5 millió növényfajnak ad otthont. Becslések szerint km²-ként 75 000 különböző fafajta és 150 000 magasabb növény él itt. Az itt élő élőlények összsúlya km²-ként megközelítőleg 90 790 tonna. Számos élőlény csak az Amazonas-medencében található meg (→ endemikus élőlények).

### Flóra
Az Amazonas-medence területén található a világ legnagyobb egybefüggő trópusi esőerdője, amely magába foglalja Brazília, Peru, Bolívia, Ecuador, Kolumbia, Venezuela, Guyana, Suriname és Francia Guyana egyes területeit. Őserdője növényfajokban gazdagabb mint Afrika vagy Ázsia őserdői. Úgy becsülik, hogy egy km²-en több mint 200 ezer növényfaj él, amelynek jelentős része még felfedezésre és besorolásra vár.
Háromfajta fő erdőtípus található Amazóniában:
- hegyvidéki erdők,
- alföldi erdők,
- ártéri erdők (igapó és várzea) a folyók mentén.

A fák több emeletben vagy szintben különülnek el egymástól. A liánok a fák törzsére felkúszva vagy azokat körbefonva kúsznak felfelé, és a magasban terítik szét a lombjukat. Az epifita növények a fák elágazásaiban, törzsén összegyűlő szerves anyagot használják talajnak. Az orchideafajok és más hasonló növények hosszan lelógó, szivacsos gyökerei a párás levegőből nyerik a vízszükségletüket.
Öt szintet lehet megkülönböztetni az esőerdőkben: 
- felső lombkoronaszint, 50-60 méter magas óriásfákkal,
- középső lombkoronaszint, 20-30 méter magas fákkal,
- alsó lombkoronaszint, 10-15 méter magas fákkal,
- cserjeszint, lágy szárú növényekkel, például pálmafélékkel,
- avarszint. Itt az állandó szürkületi homályban nőnek a legősibb típusú virágtalan növények: páfrányok, mohák, harasztok.[13] Az esőerdők hatalmas mennyiségű szerves anyaga a talaj felszínére kerülve nagyon gyorsan lebomlik.

Az esőerdő minden szintjének megvan az adott területbe jól illeszkedő növény- és állatvilága.
Jellegzetes növényei az epifitonok, a liánok, a balzsamfa, a mahagóni, a fügefajok, a bambuszformák, a paradió, a pálmafélék, a kaucsukfa, az orchideafajok.

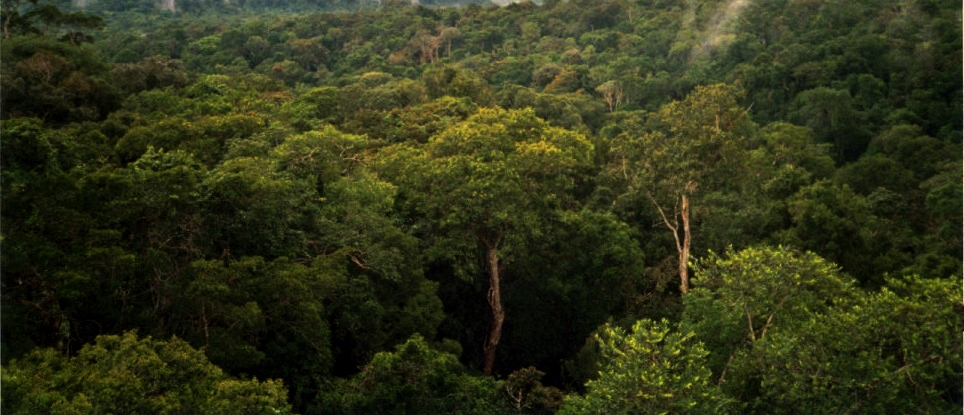
az esőerdő
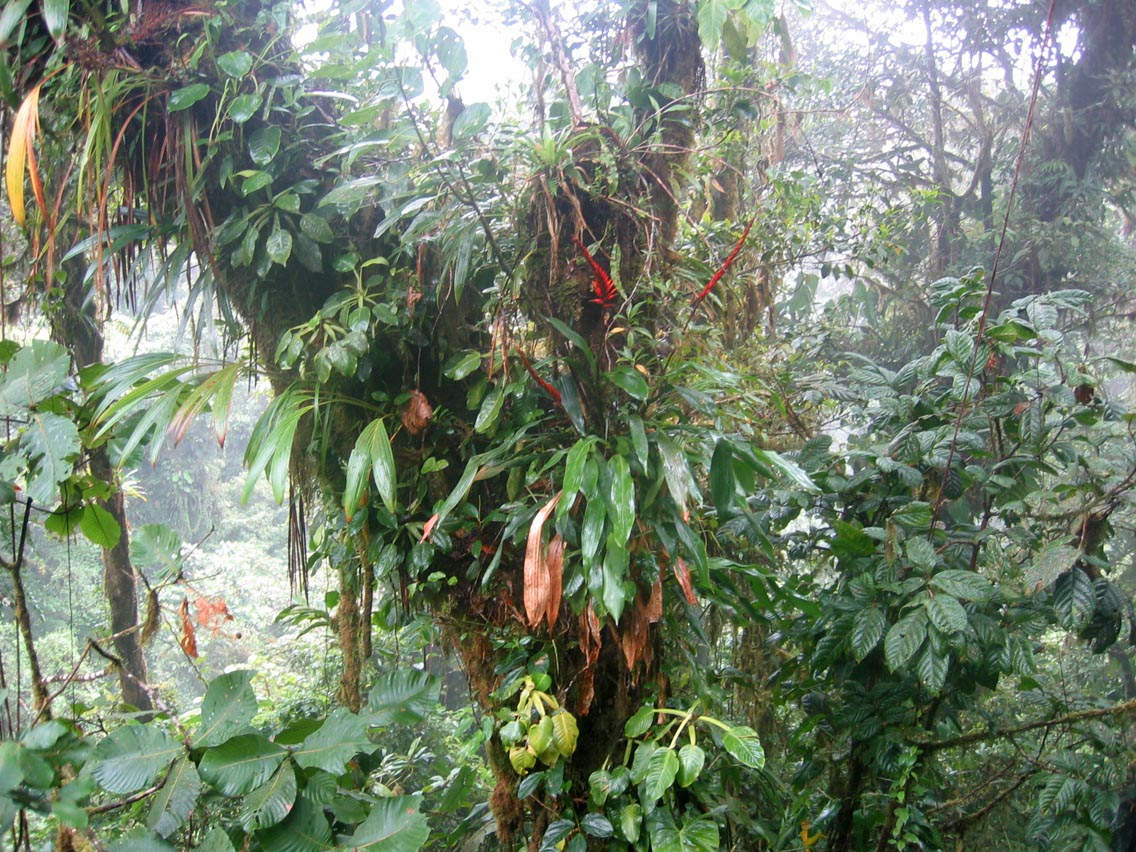
epifitonok
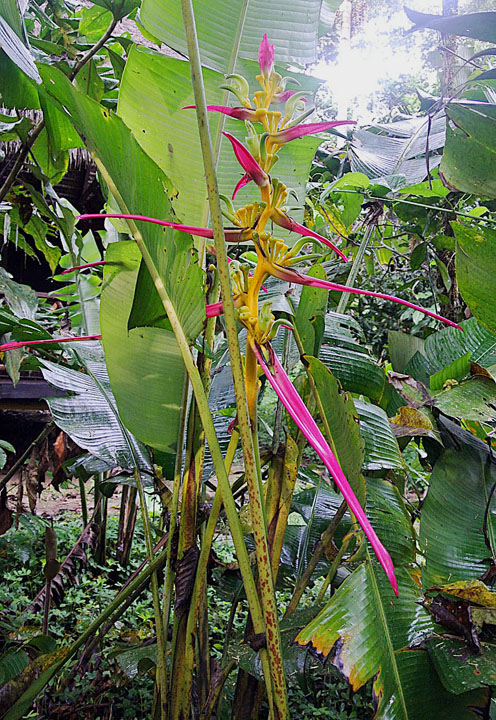
Heliconia
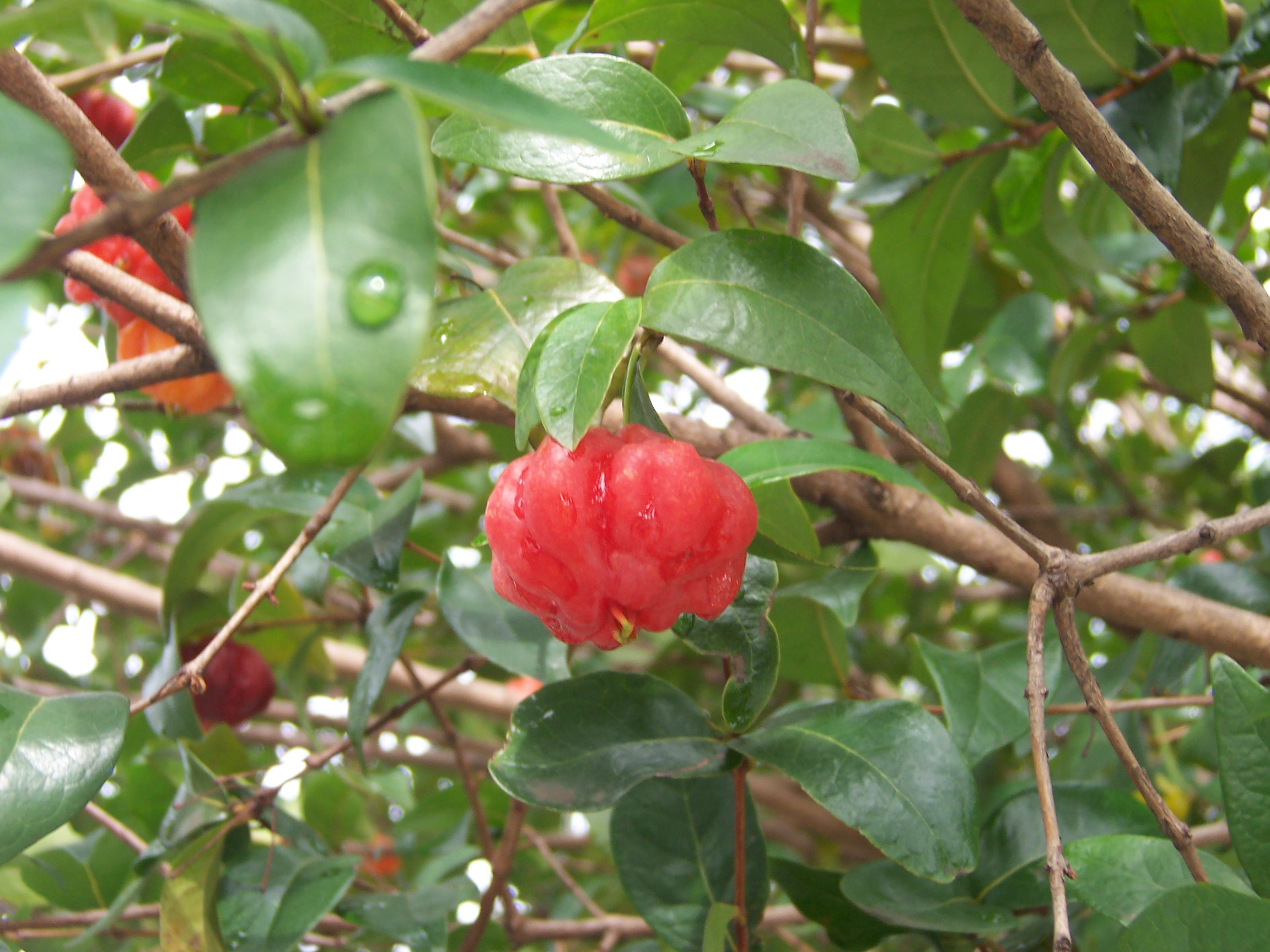
cseresznyemirtusz
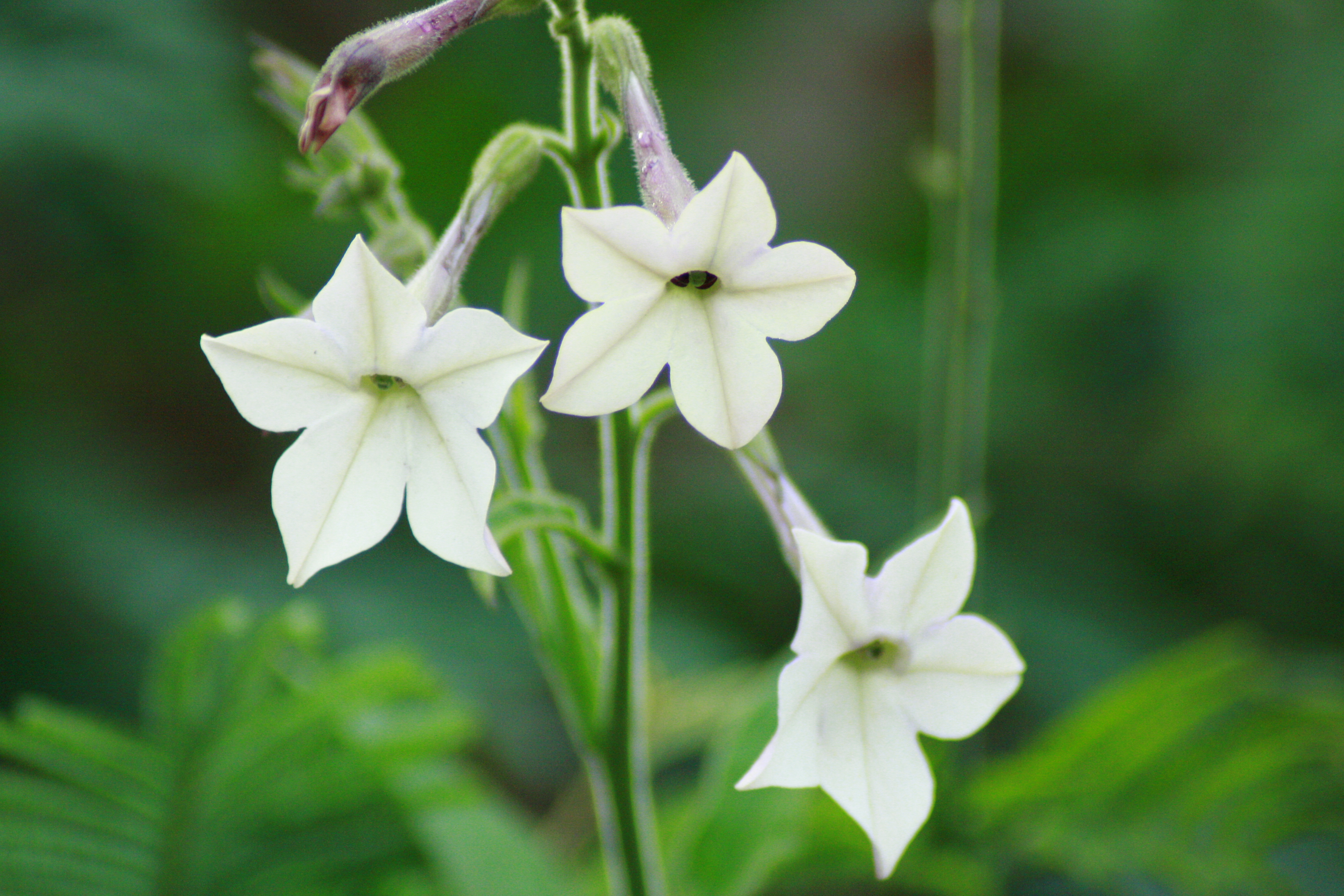
szárnyalt díszdohány
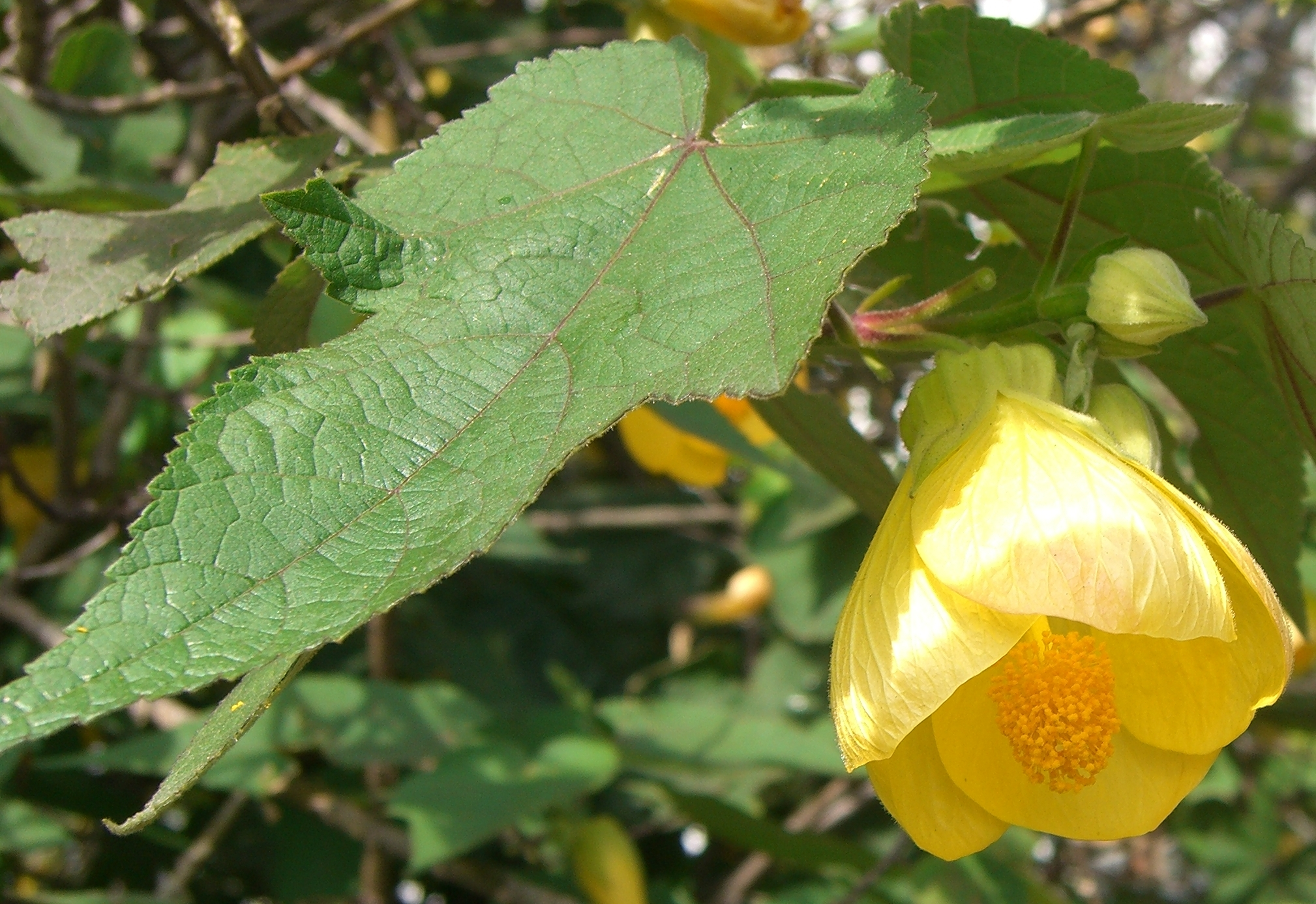
selyemmályva
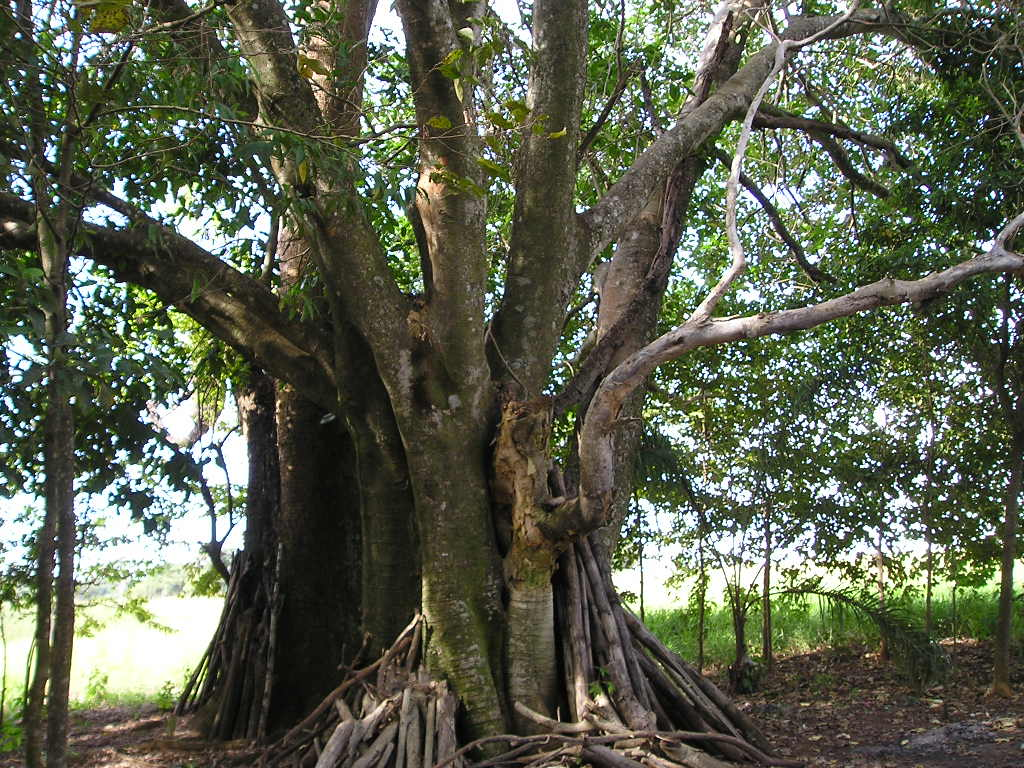
Paineira
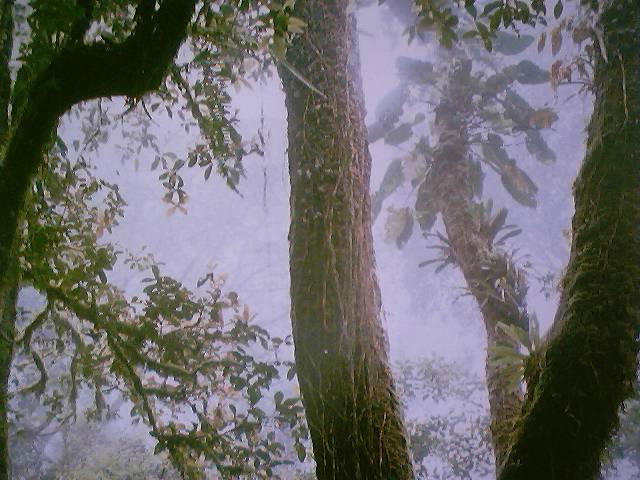
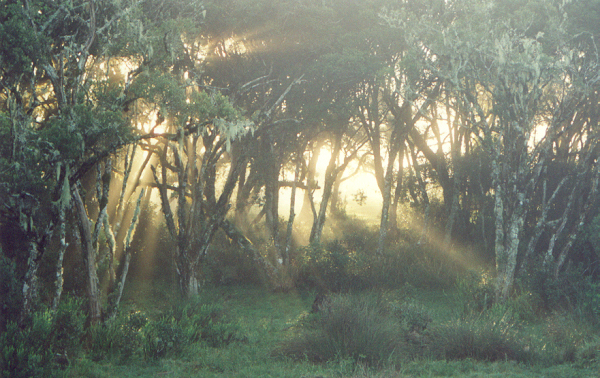
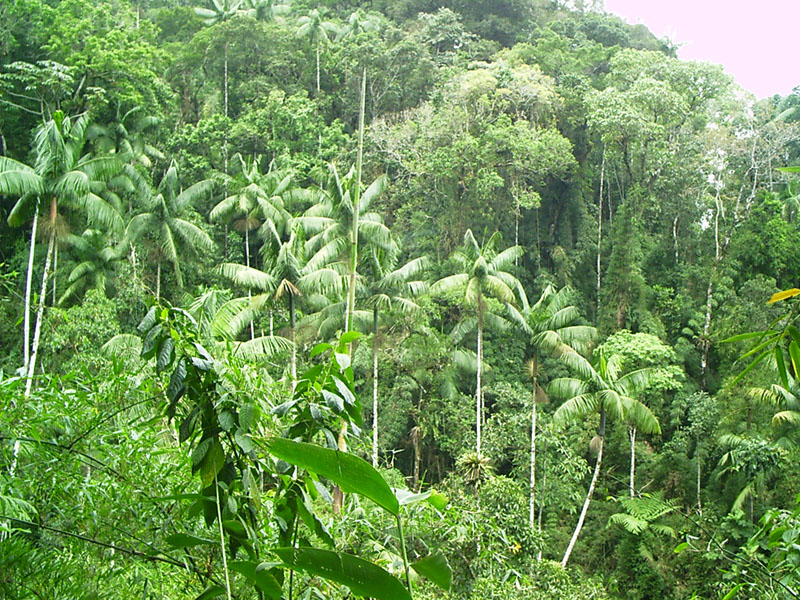
pálmafélék
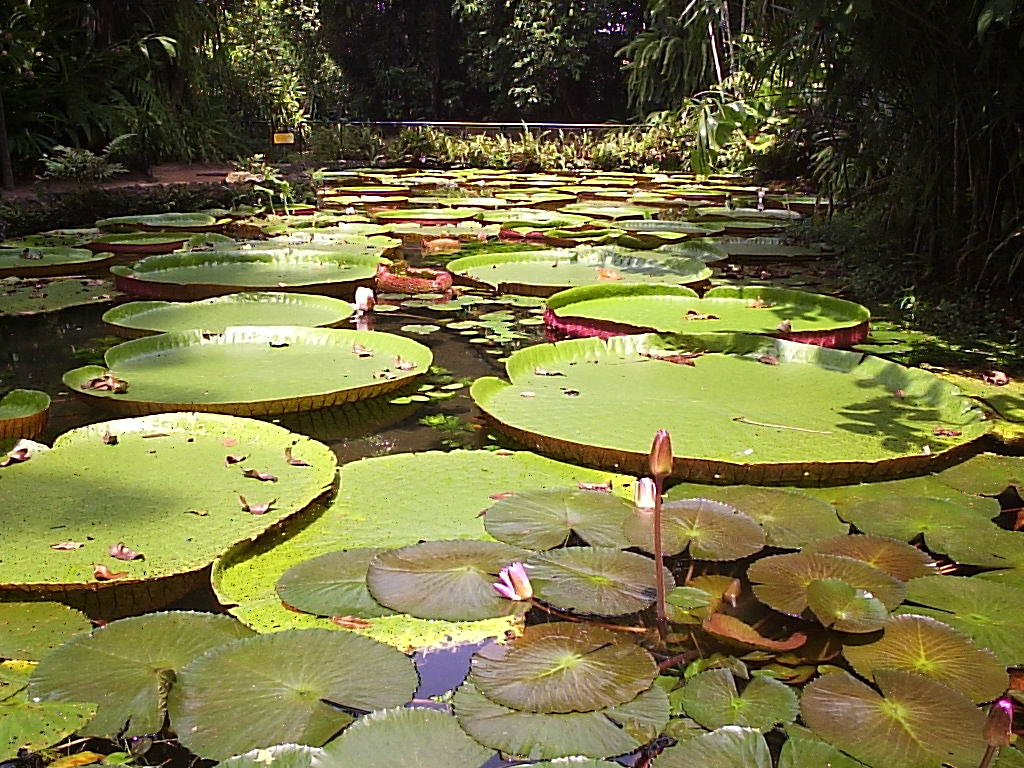
óriás-tündérrózsa
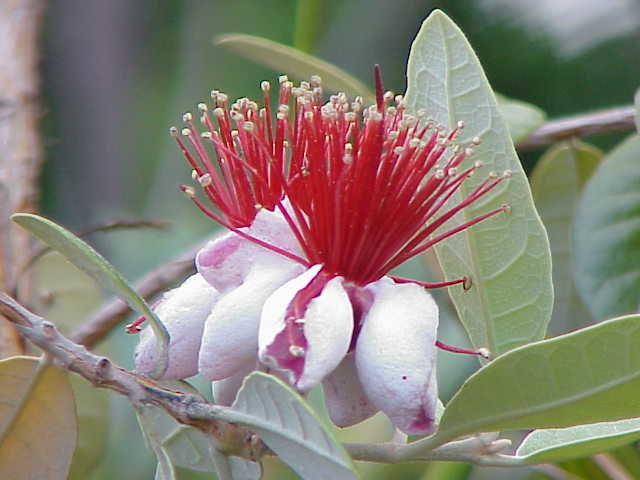
mirtuszdió
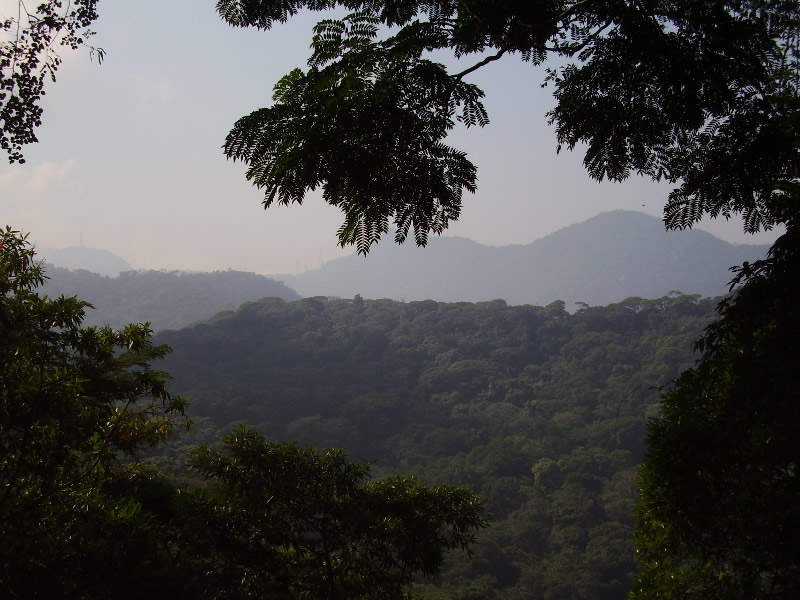
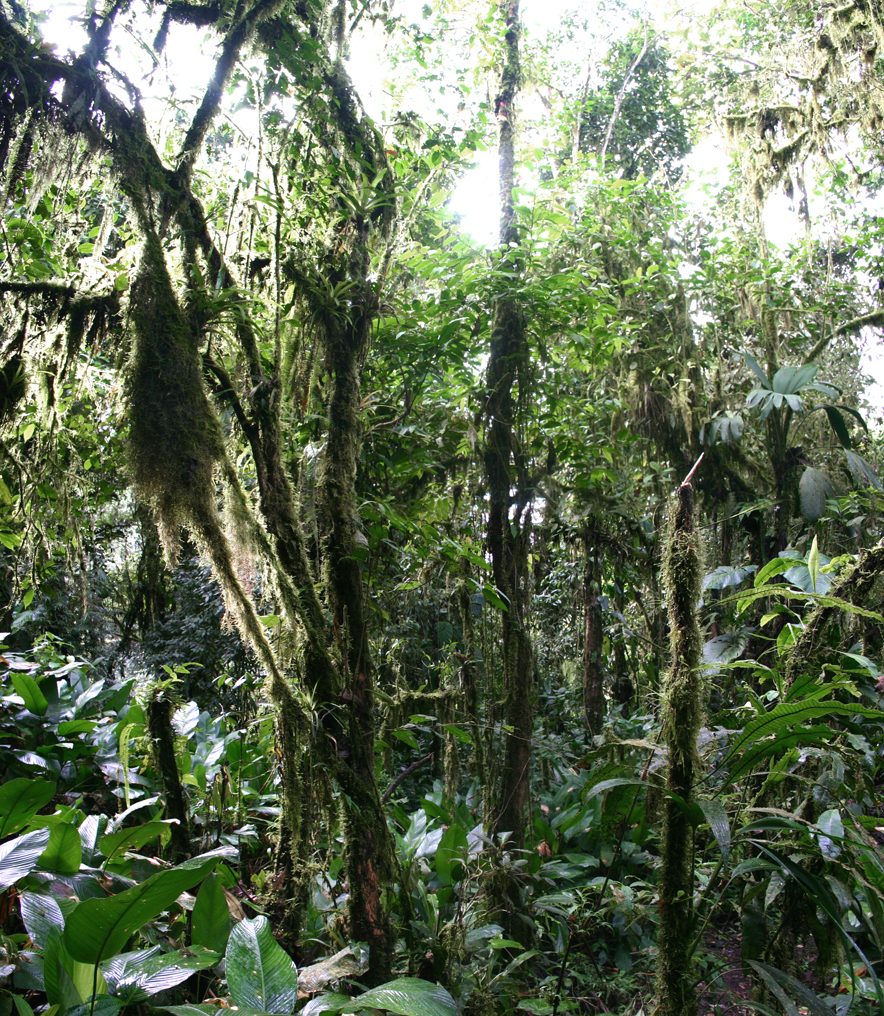

### Fauna
Amazónia többek közt állatvilágának változatosságáról is híres. Az esőerdőben levő fajok számát csak megbecsülni lehet, mivel az erdő nagy része máig ismeretlen a felfedezők előtt. Egyes források 5-10 millióra becsülik az itt fellelhető fajok számát. Eddig 1,4 milliót jegyeztek fel: 750 000 rovarfajt, 40 000 gerincest, 360 000 mikróéletformát, 378 hüllőt. Az amazóniai őserdő emellett 2500 halfajnak és 1600 madárfajnak is otthont ad.
A vízpart elengedhetetlen vendégei a színpompás jégmadarak, kócsagok és íbiszek, a fák sűrű ágai között papagájokat és tukánokat láthatunk.
Az Amazonas-medencéjének legnagyobb ragadozója a fekete kajmán, amely a 4,6 m-es hosszúságot is eléri. A nagy termetű manáti (tengeritehén) is vízben él, és víz alatti növényekkel táplálkozik. Az erdő belsejében a fák felső ágain majmok, lajhárok, kolibrik, papagájok, hatalmas pillangók, a barlangokban denevérek rejtőznek.
A szárazföldön élő állatok közül meg kell említeni a jaguárt, jaguarundit, pekarit, tapírt, vízidisznót és tatut.
A folyók jellegzetes halai az élénk színű tetrák és angyalhalak, de a tüskés rája és elektromos angolna is előfordul. Az Amazonasban élő legnagyobb ragadozó hal a 3 m hosszúságot és 200 kg-ot is elérő arapaima, de a folyókban folyami delfinek is találhatóak. Az Amazonas vízrendszerében élő leghírhedtebb hal kétségkívül a vörös pirája, amely nagy rajokban vadászik, és pengeéles fogaival pillanatok alatt képesek csontig lerágni a húst egy nagyobb testű emlősről is.
Főbb halfajták: Gymnotiformes (elektromos halak), Characiformes (tetrák és rokonaik), Potamotrygonidae (folyami ráják), Arapaimidae, Callichthyidae, Pimelodidae, Trichomycteridae, Auchenipteridae, Geophaginae, Geophaginae
A rovarvilág nagyon gazdag az őserdőben, és a sok rovar terített asztalként szolgál a madarak számára is.
Míg egész Európában mintegy 321 pillangófaj él, addig a perui Manú Nemzeti Parkban kb. 1300 faj, a szintén perui Tambopata Nemzeti Rezervátumban legalább 1230 faj.

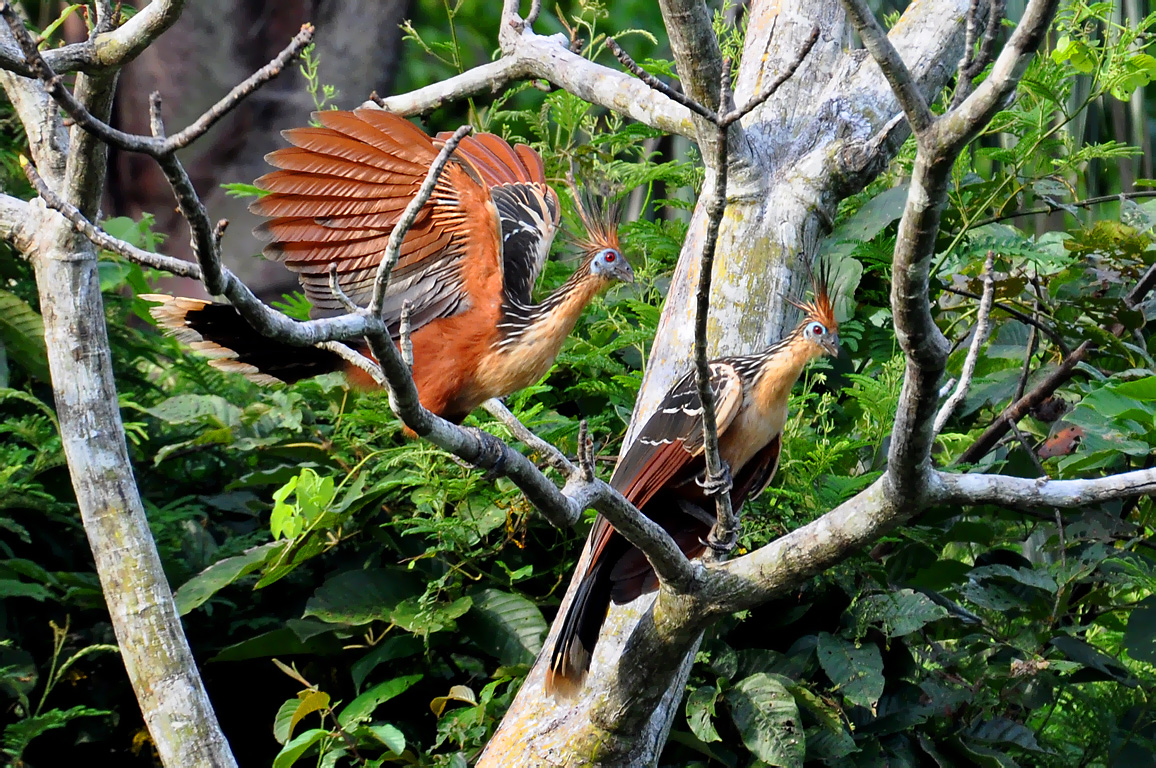
Hoacin
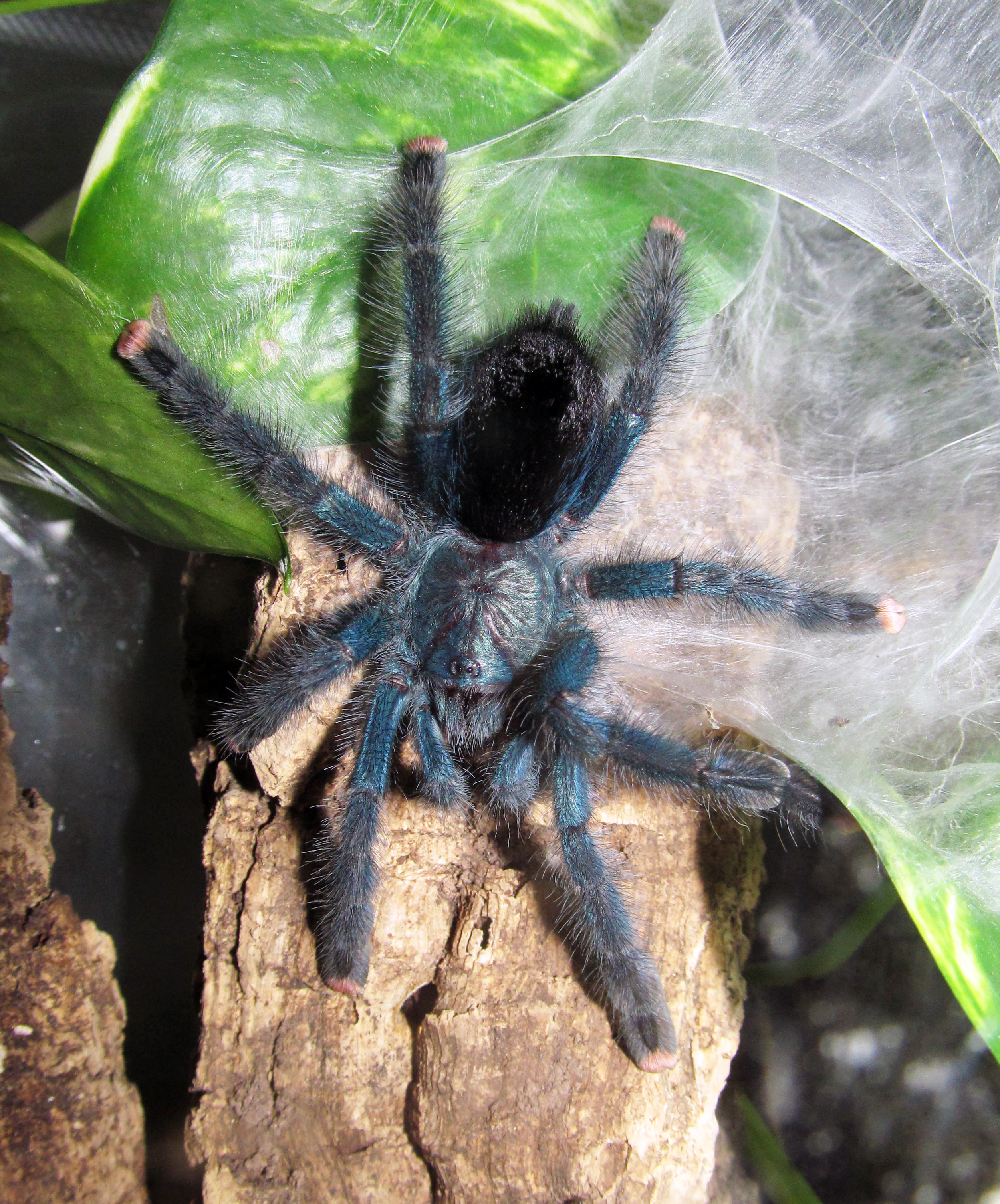
Mygalomorphae
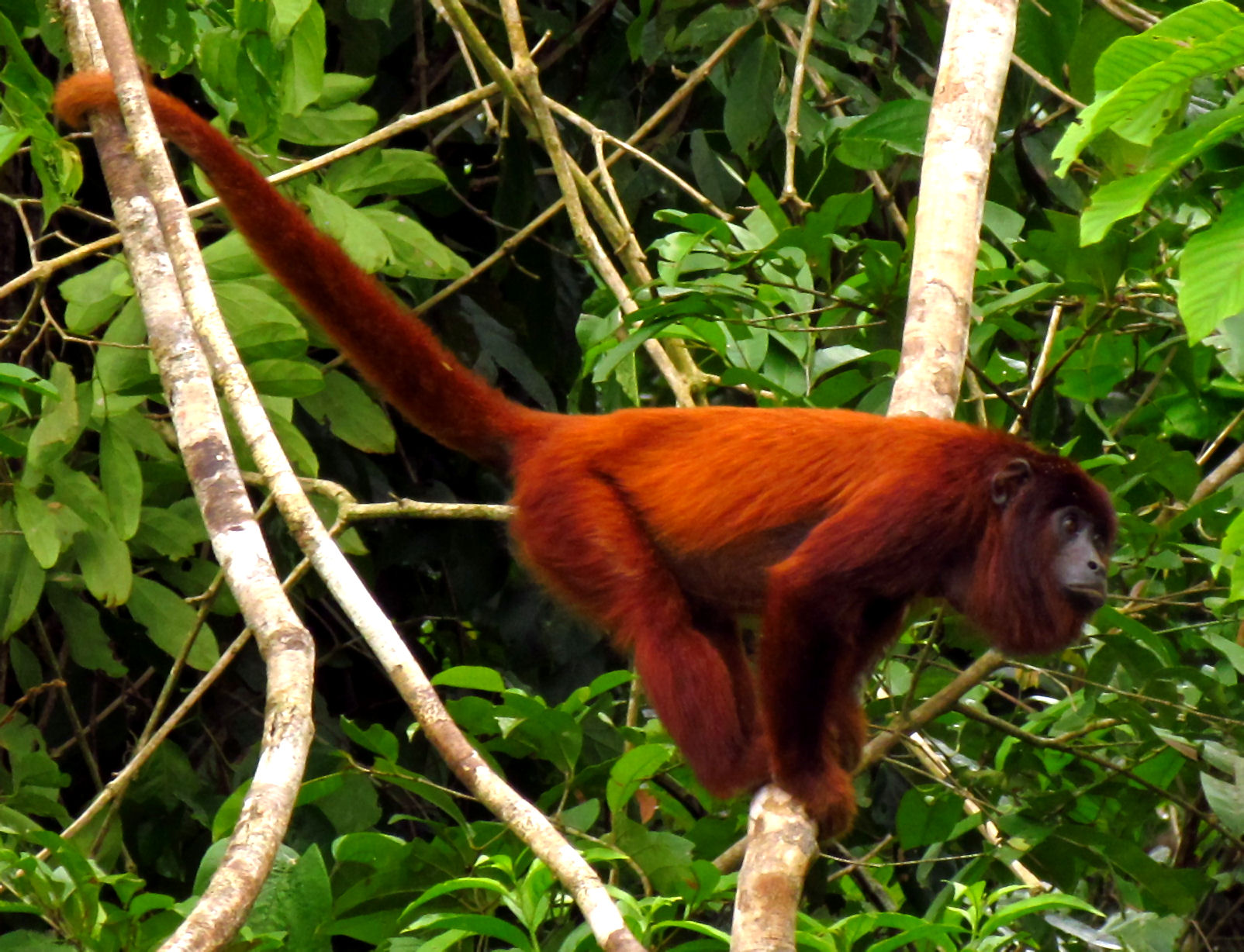
bőgőmajom
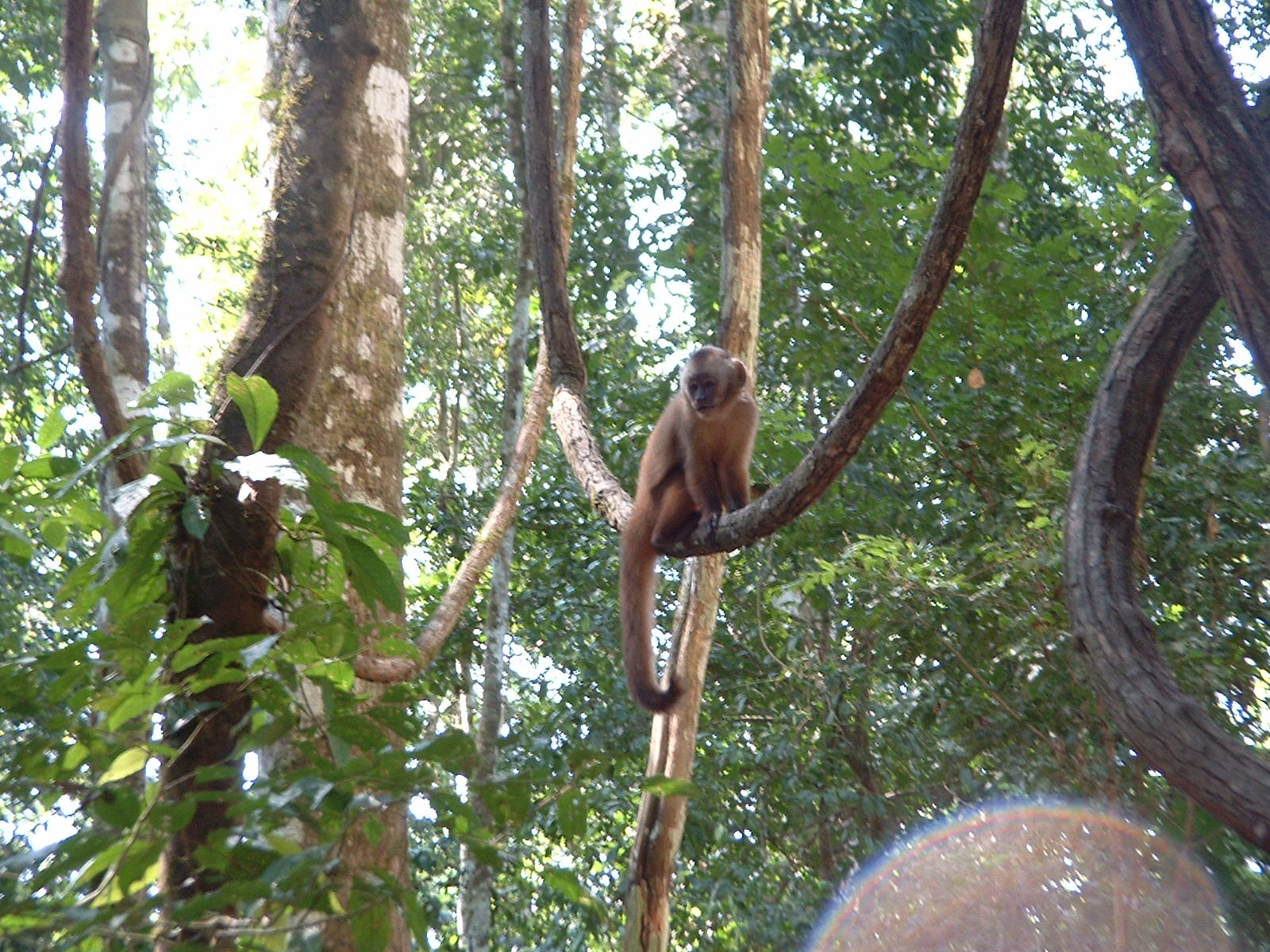
csuklyásmajom
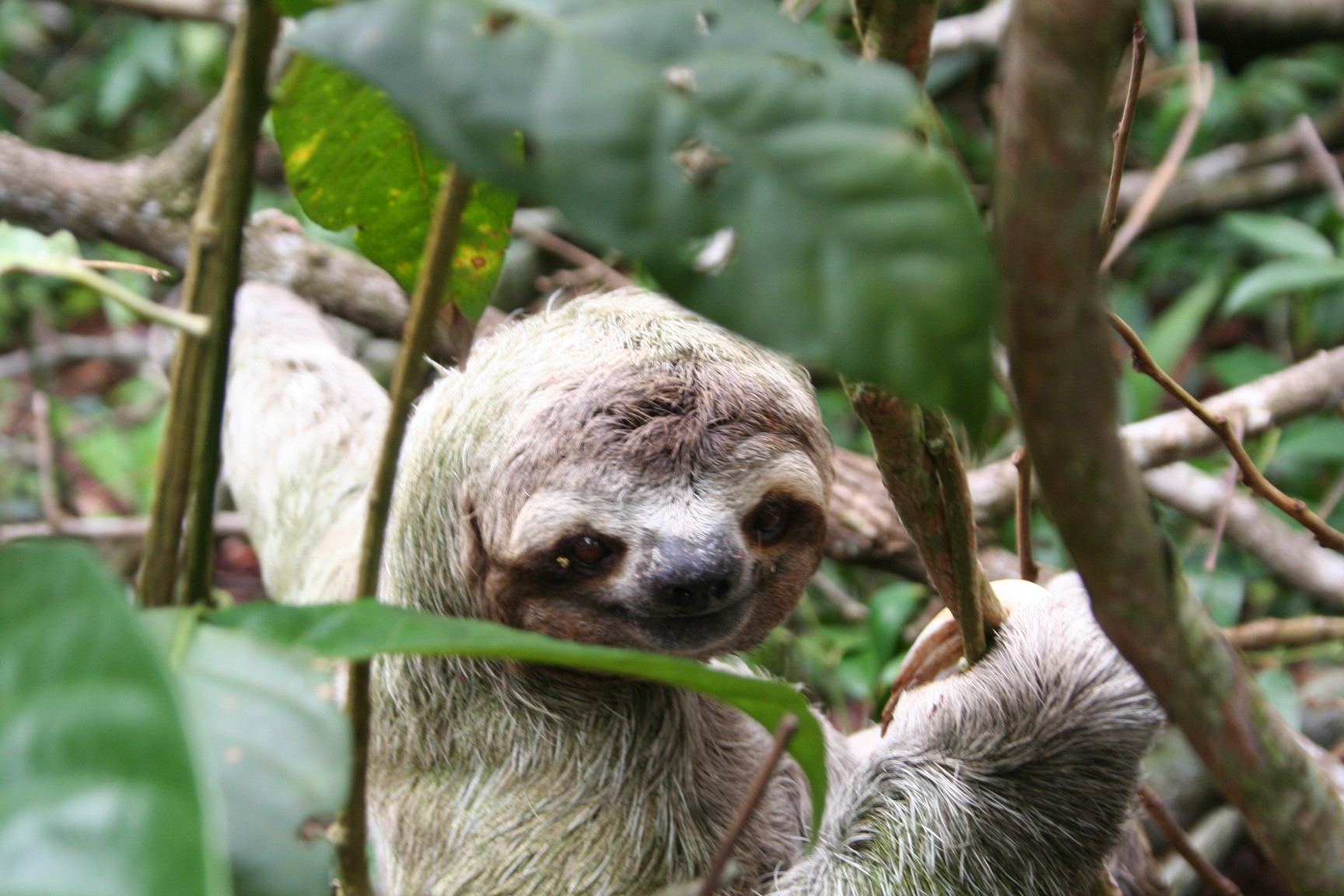
Bradypus variegatus
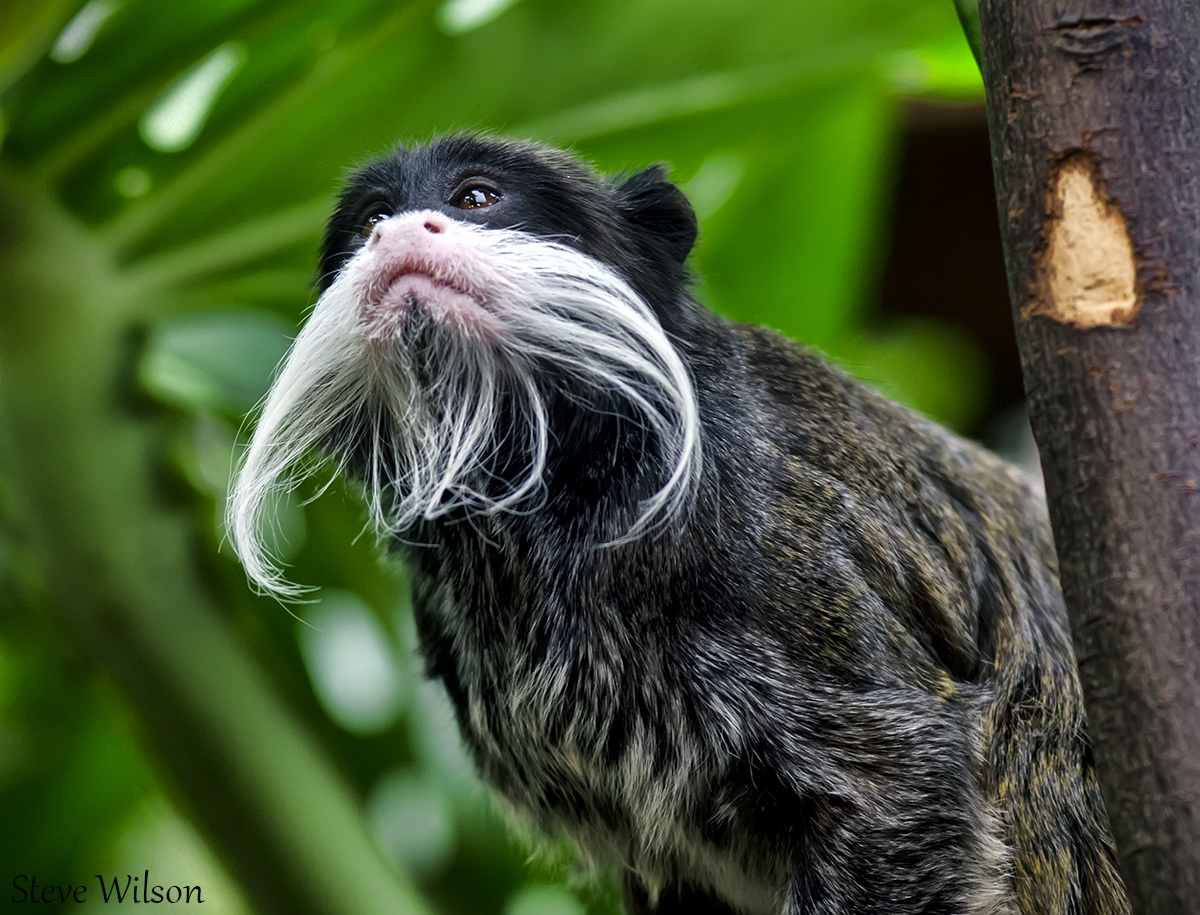
császárbajszú tamarin
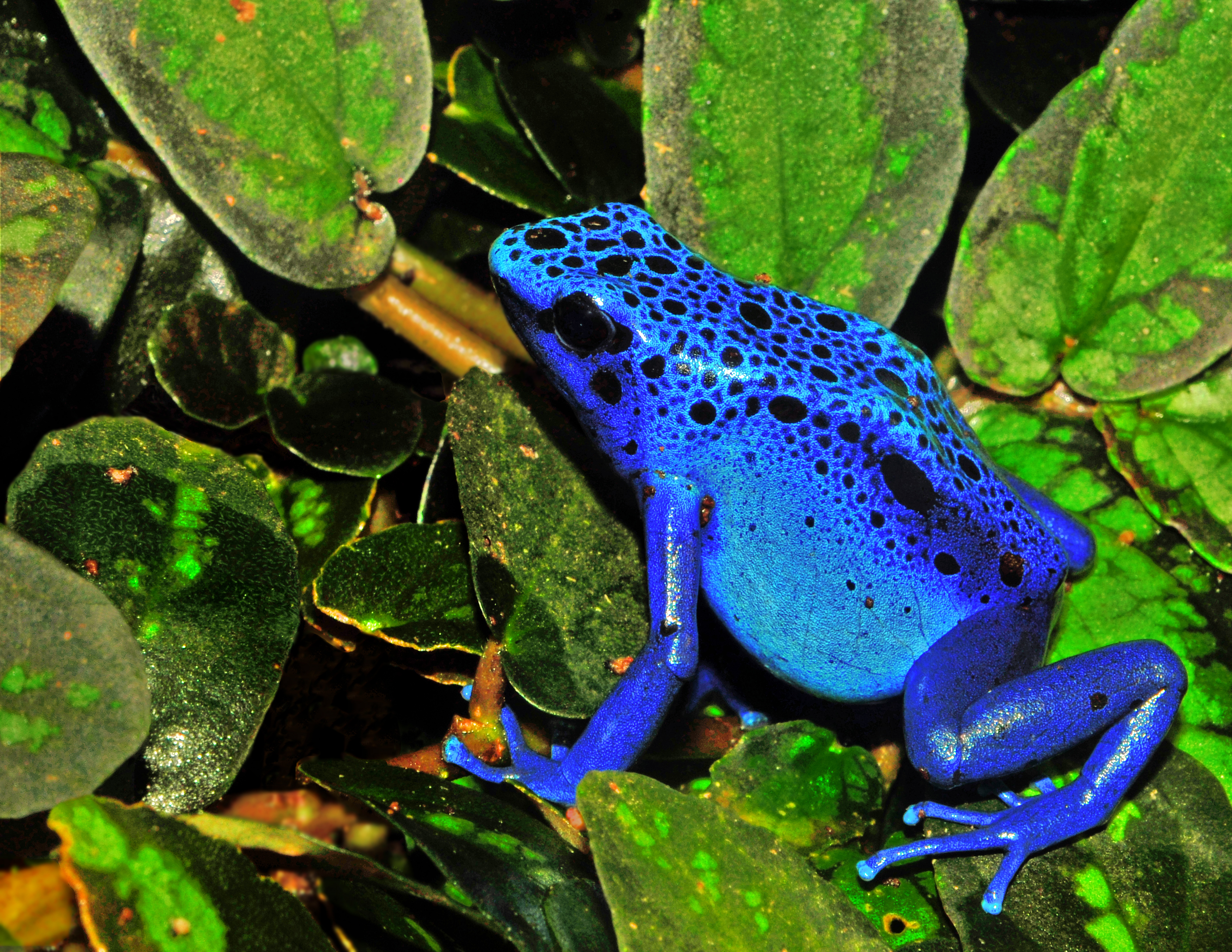
kék nyílméregbéka
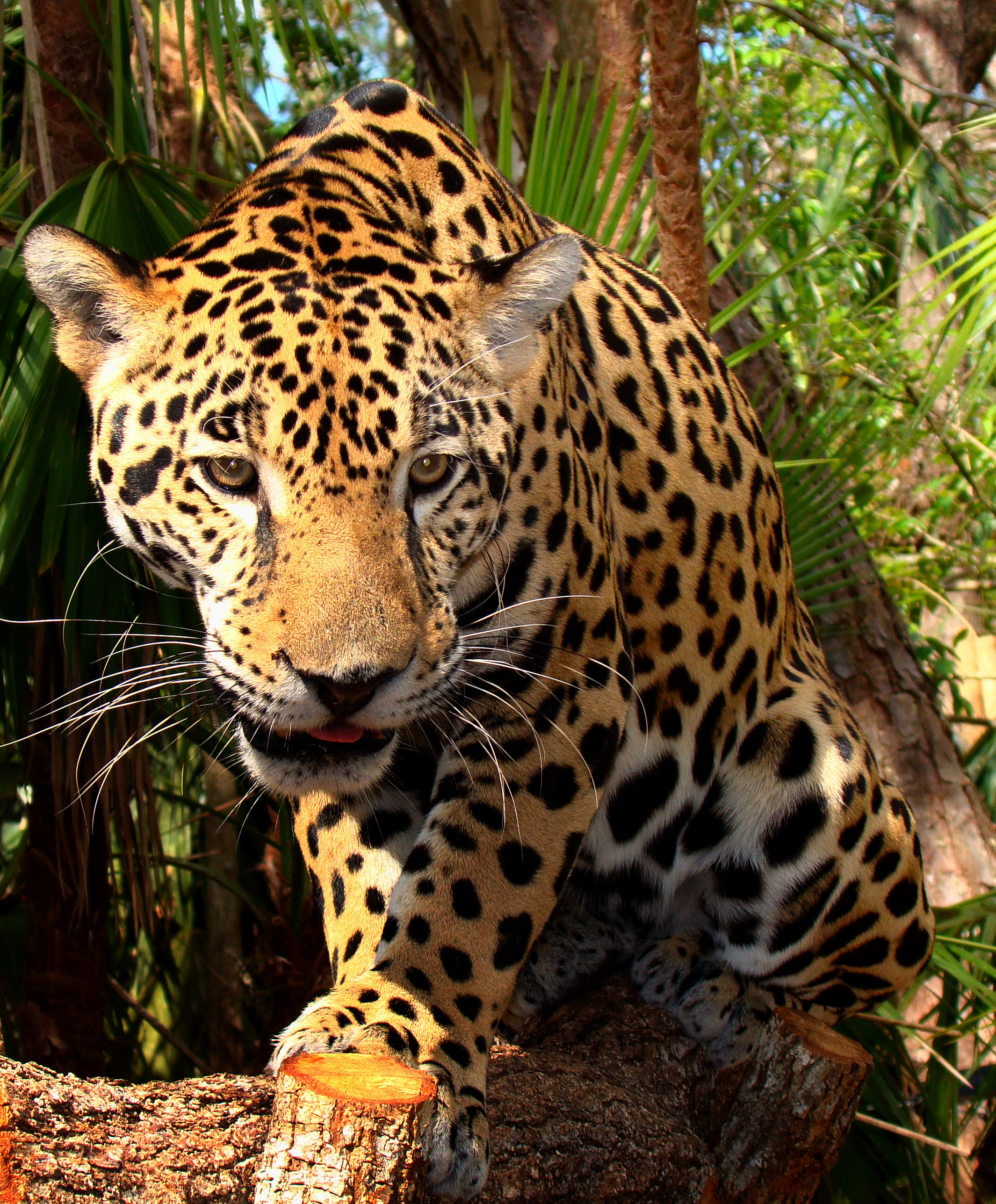
jaguár
skarlátarcú majom
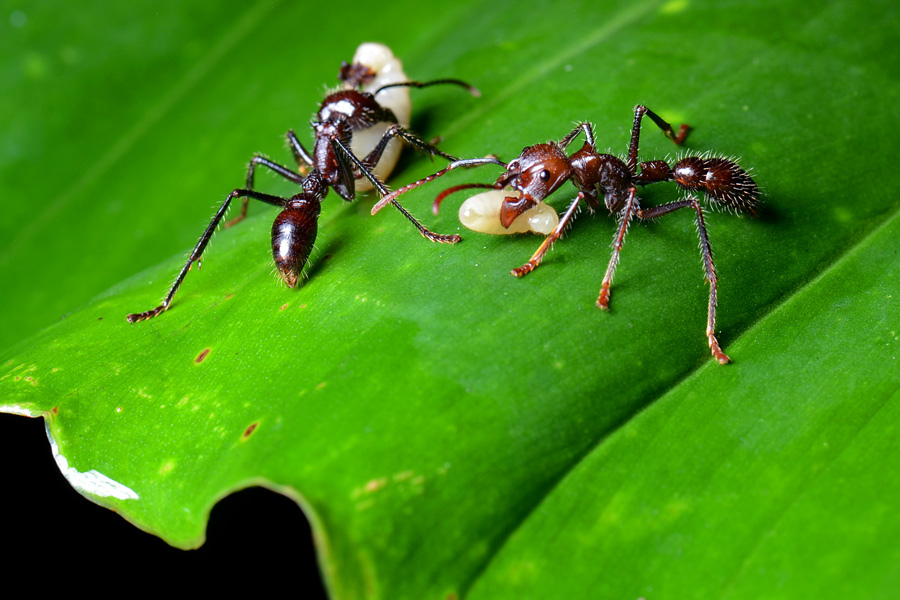
paraponera clavata [* 2]
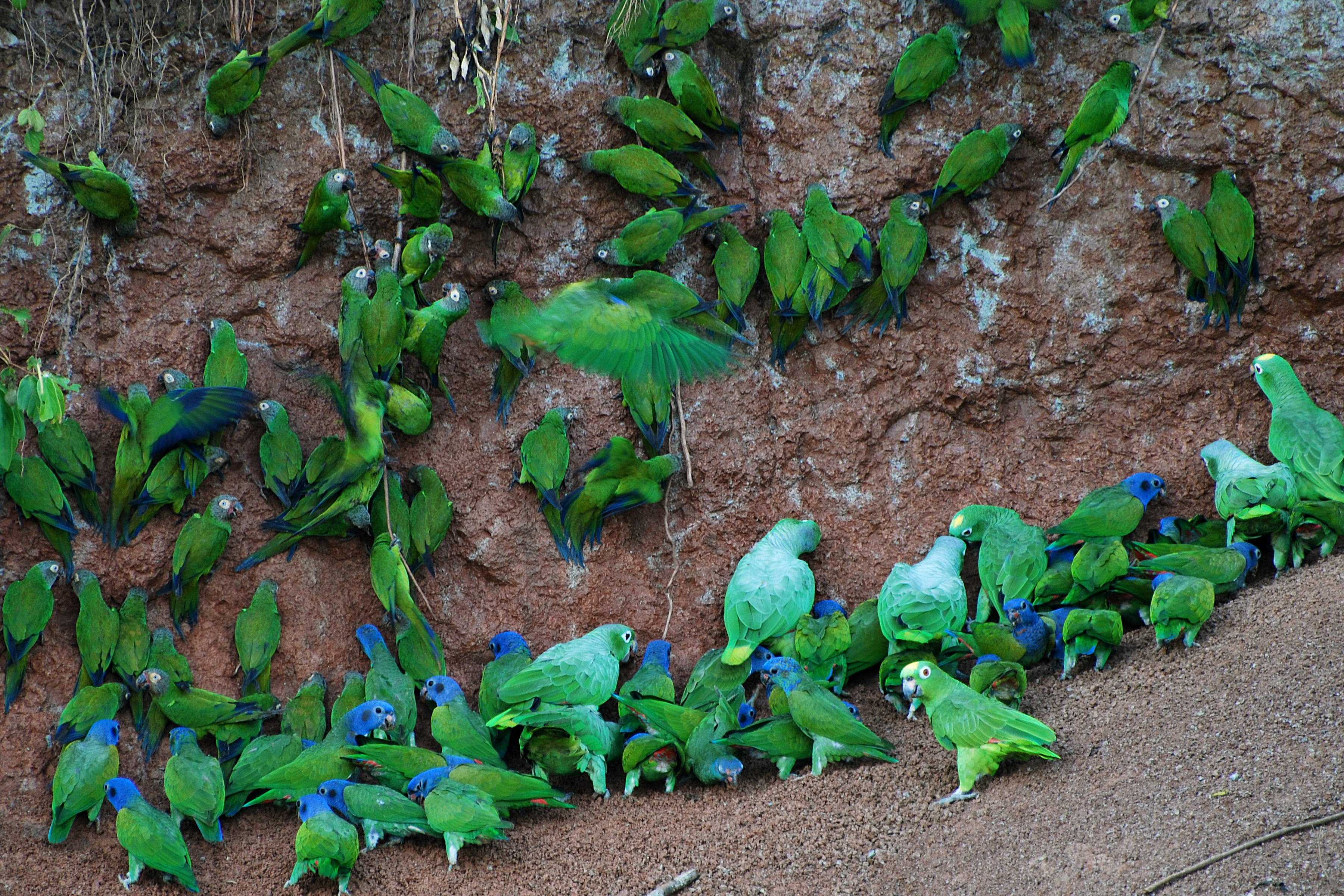
papagájok
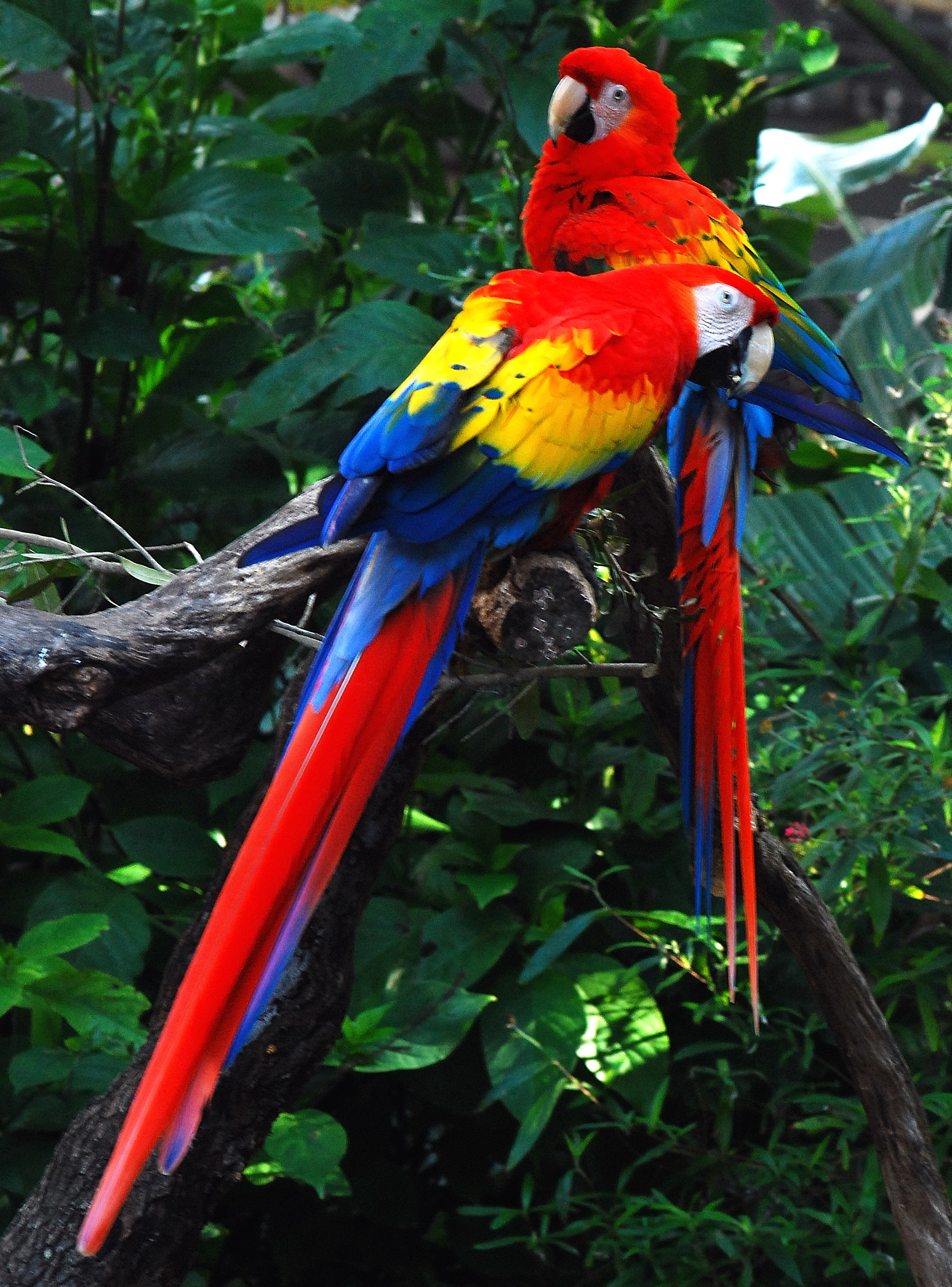
Arakanga papagájok
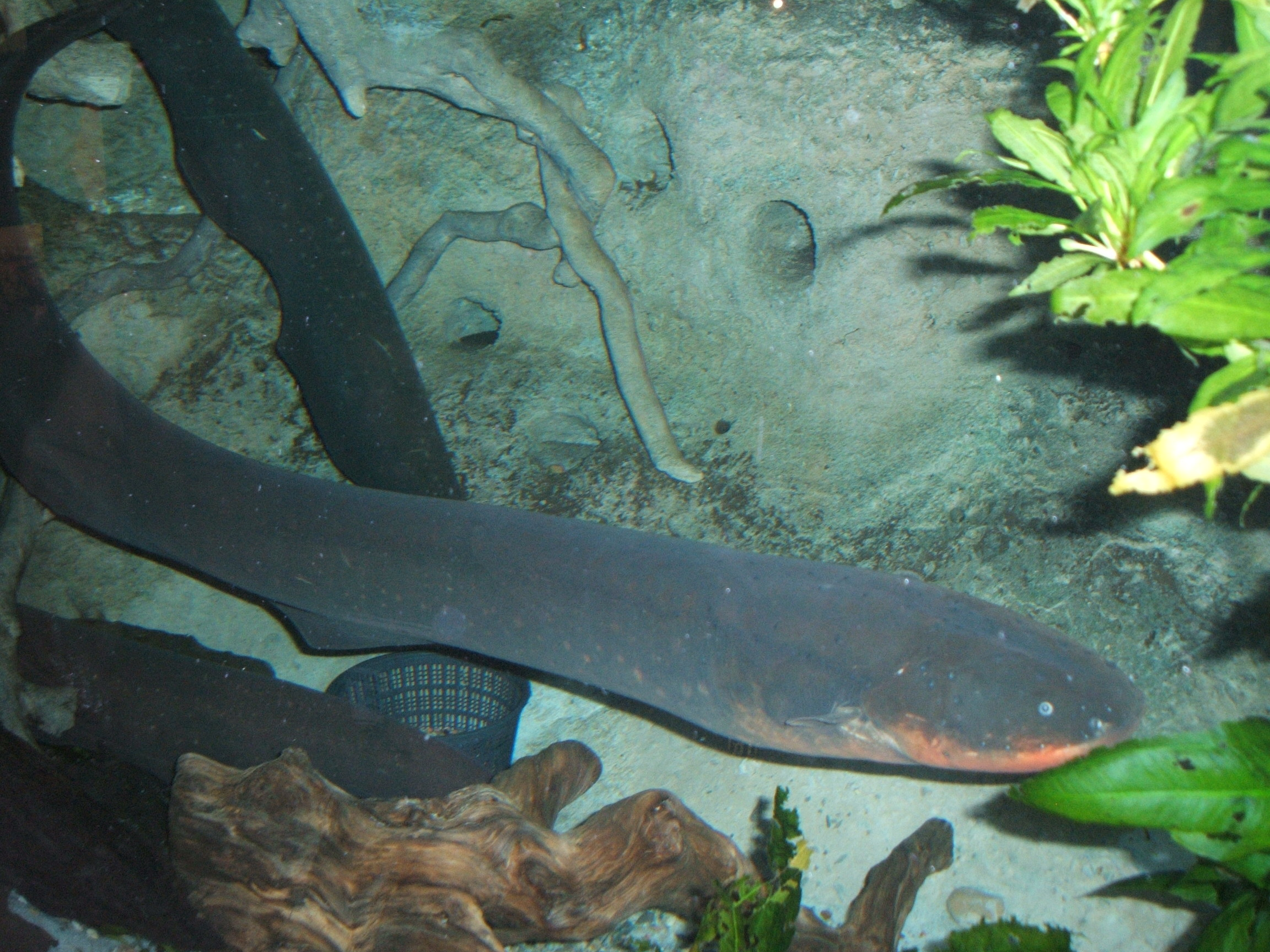
elektromos angolna
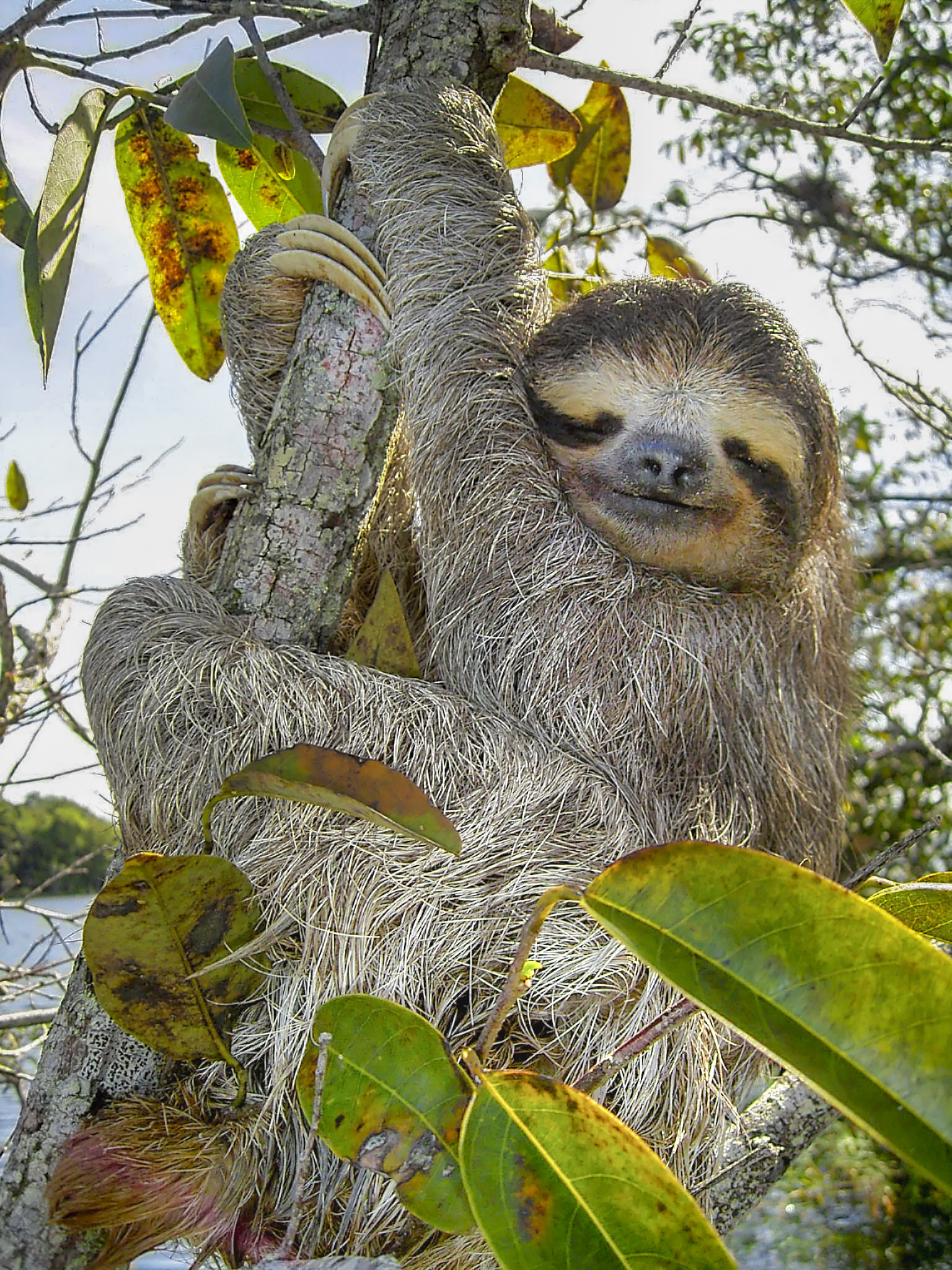
Háromujjú lajhárfélék
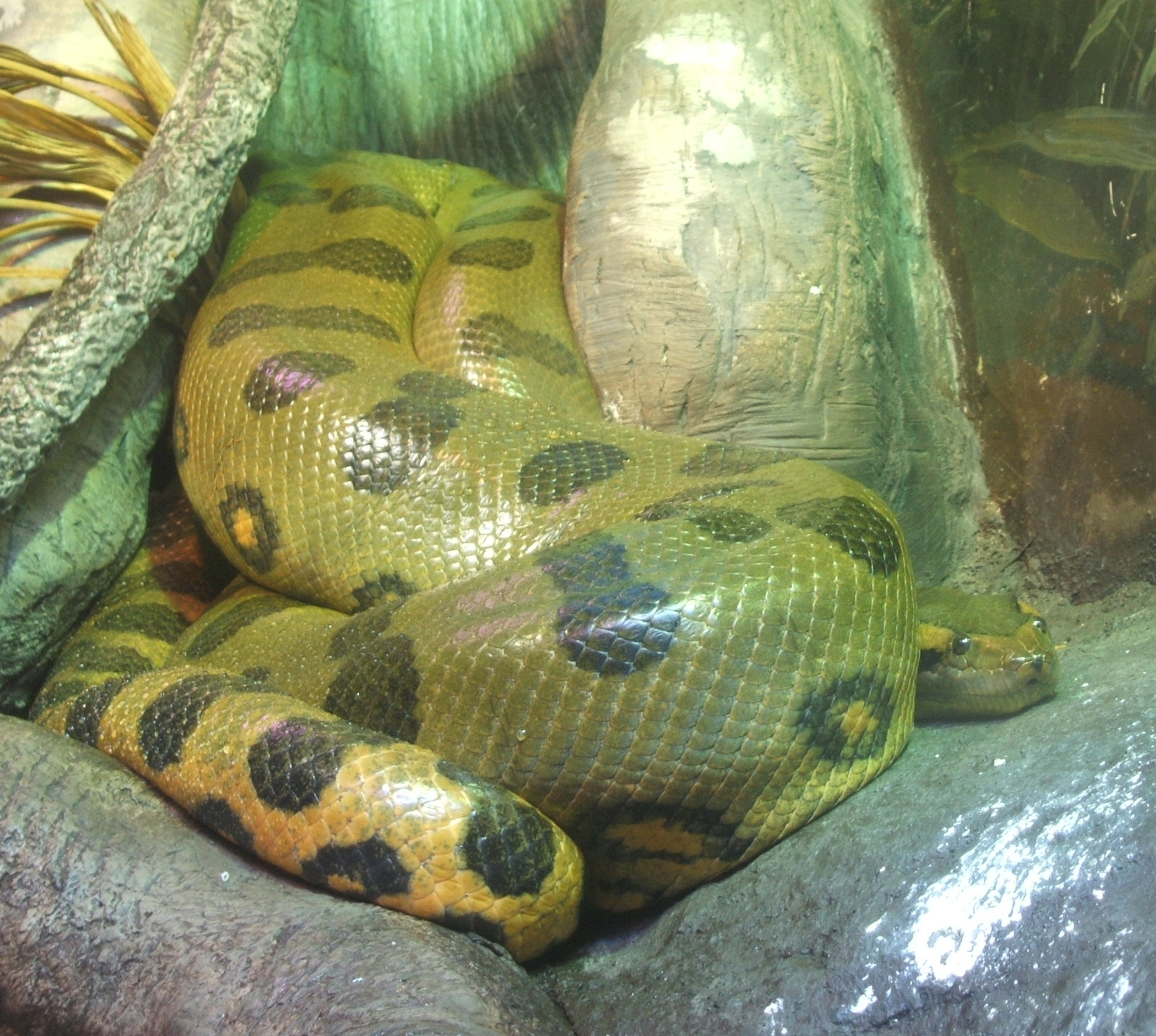
Zöld anakonda
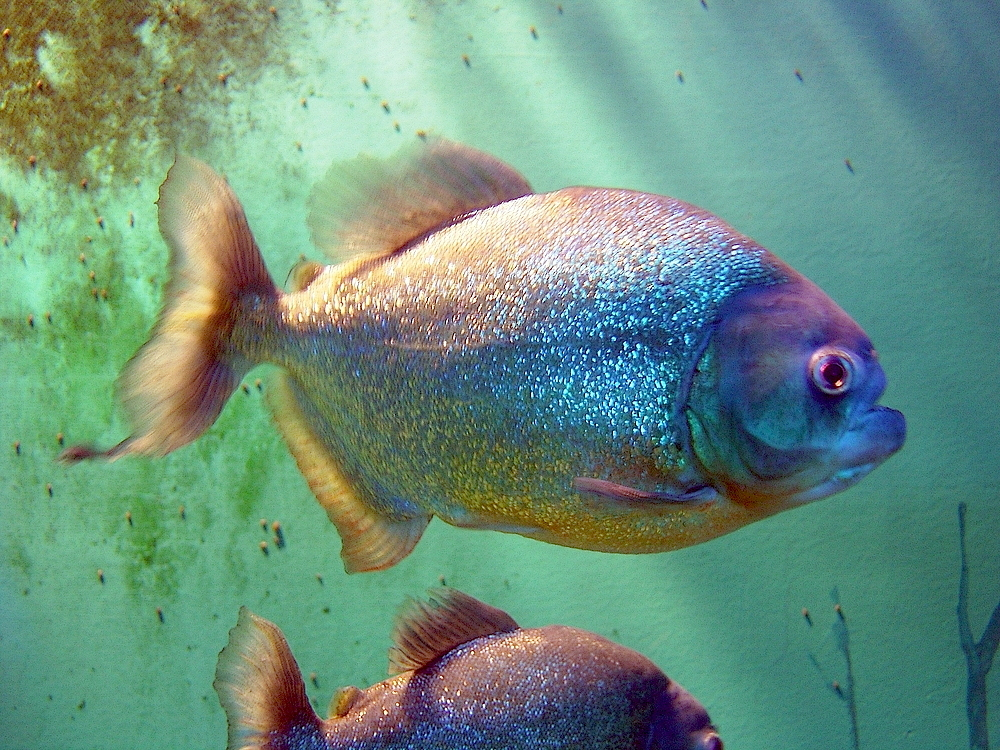
Vöröshasú pirája
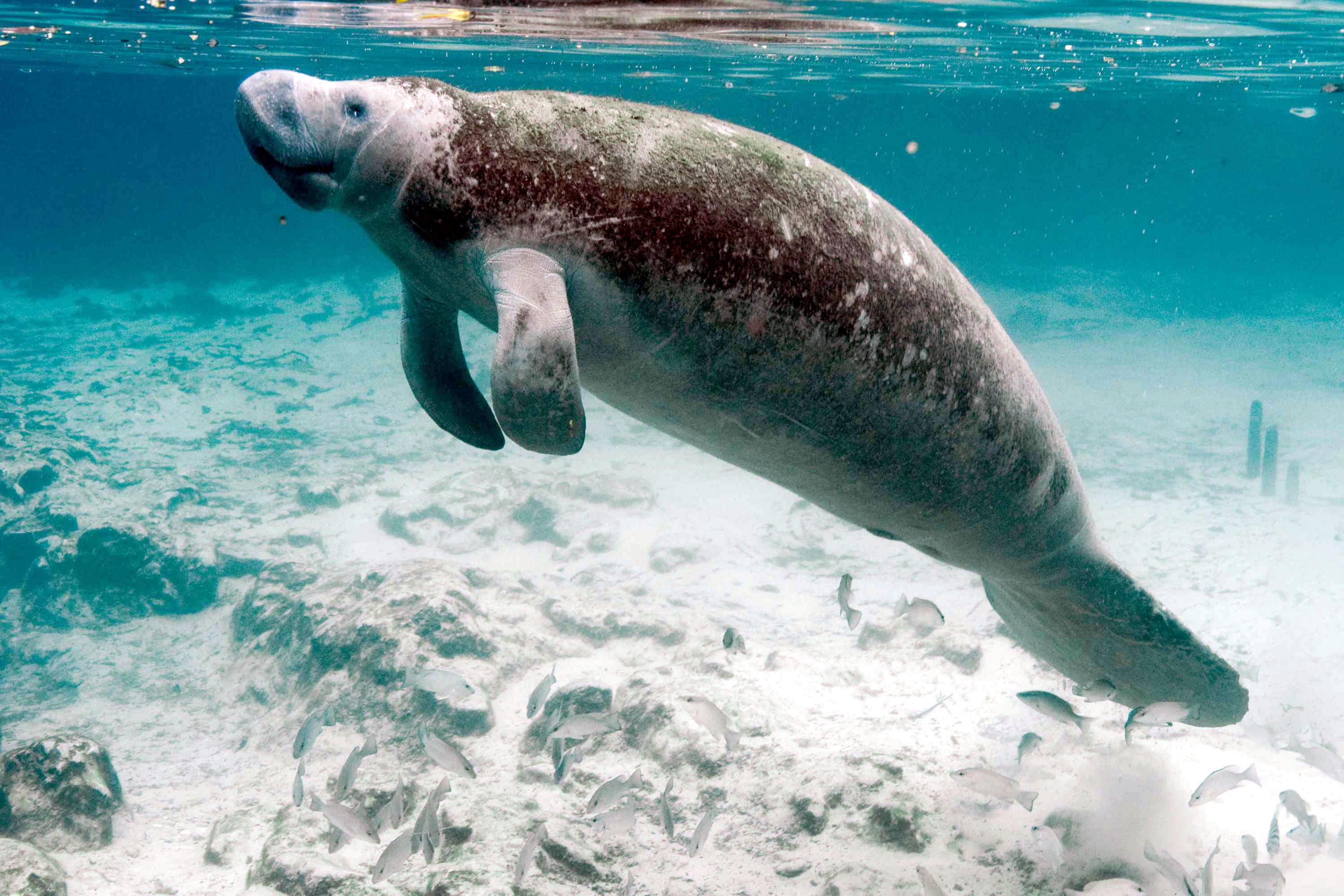
Manáti
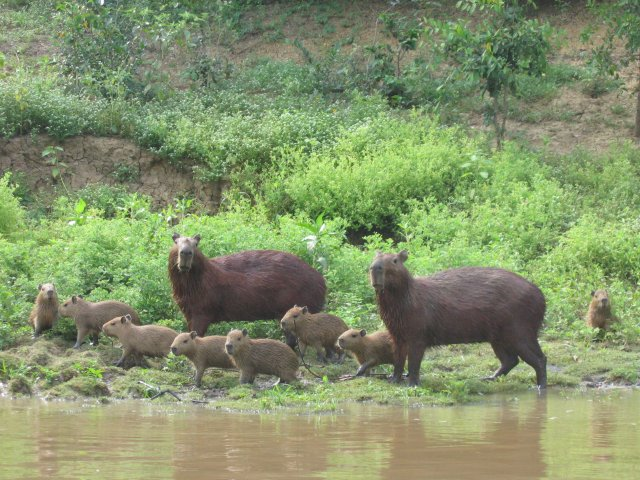
Vízidisznók
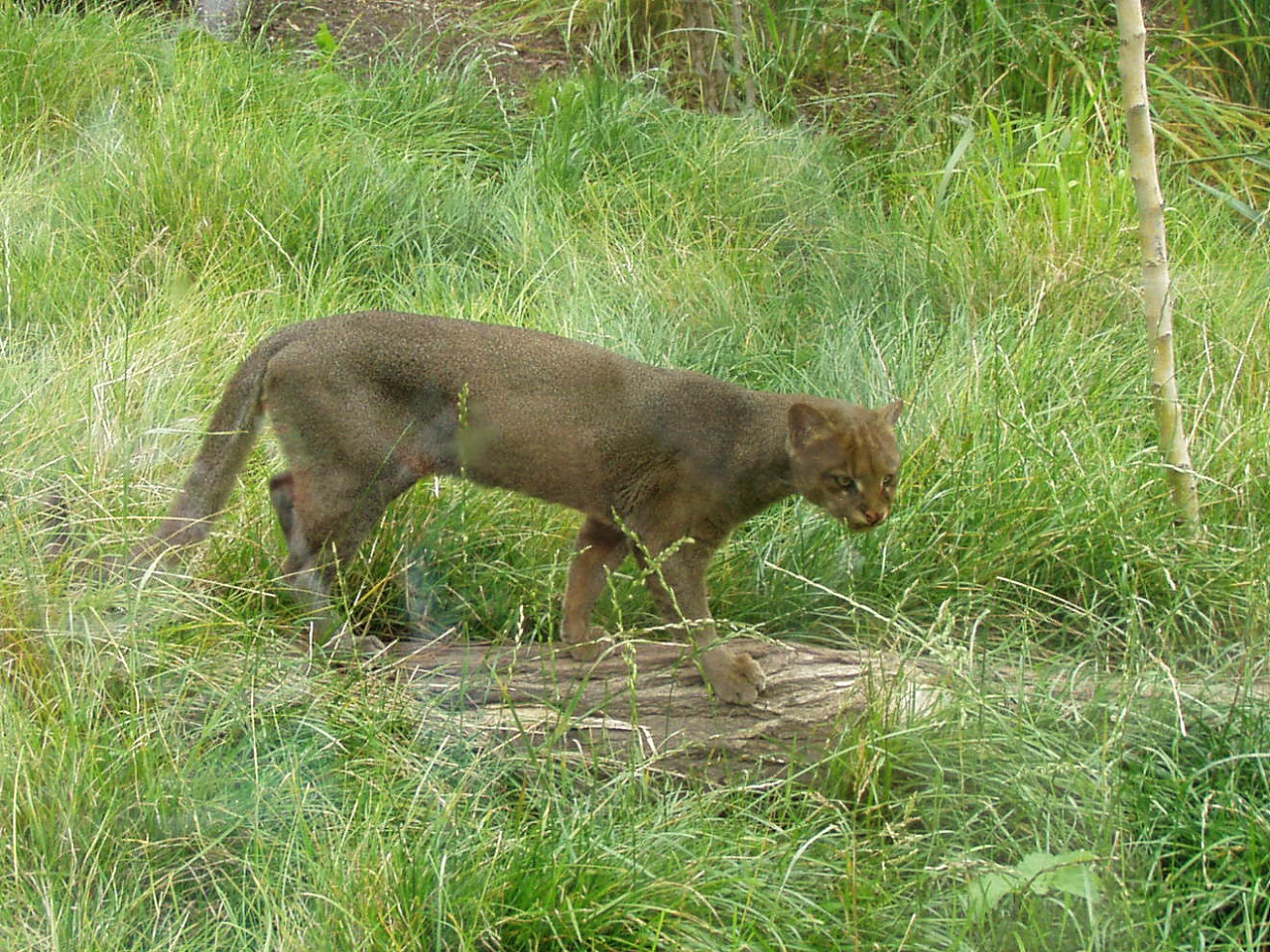
Jaguarundi
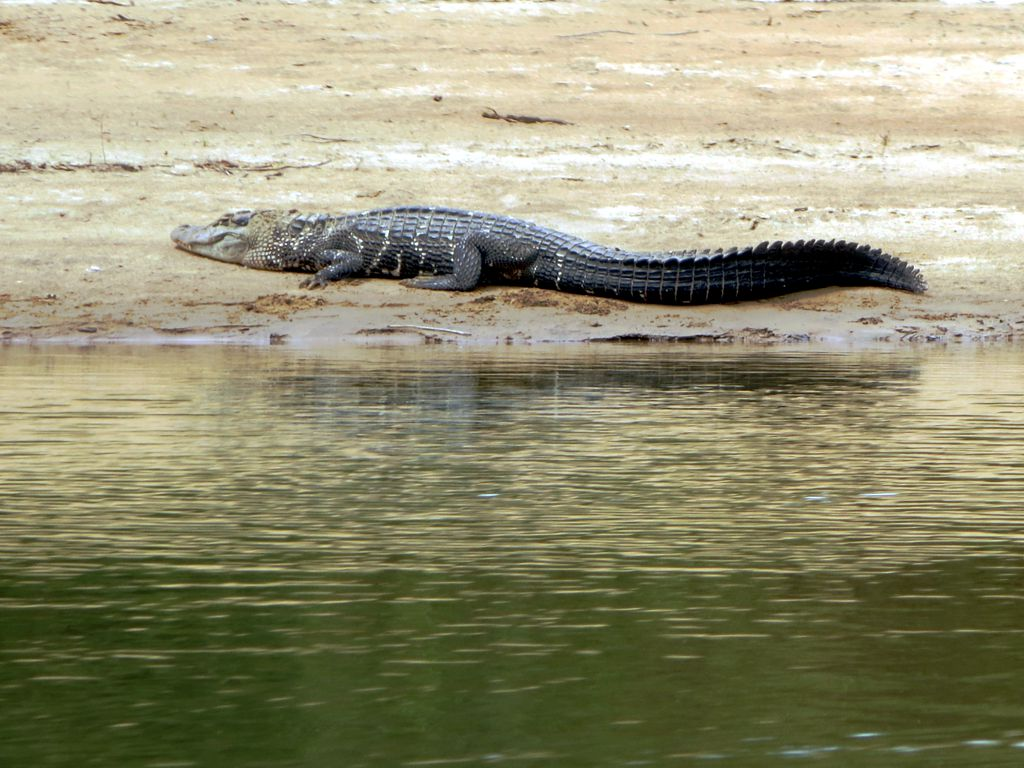
Fekete kajmán
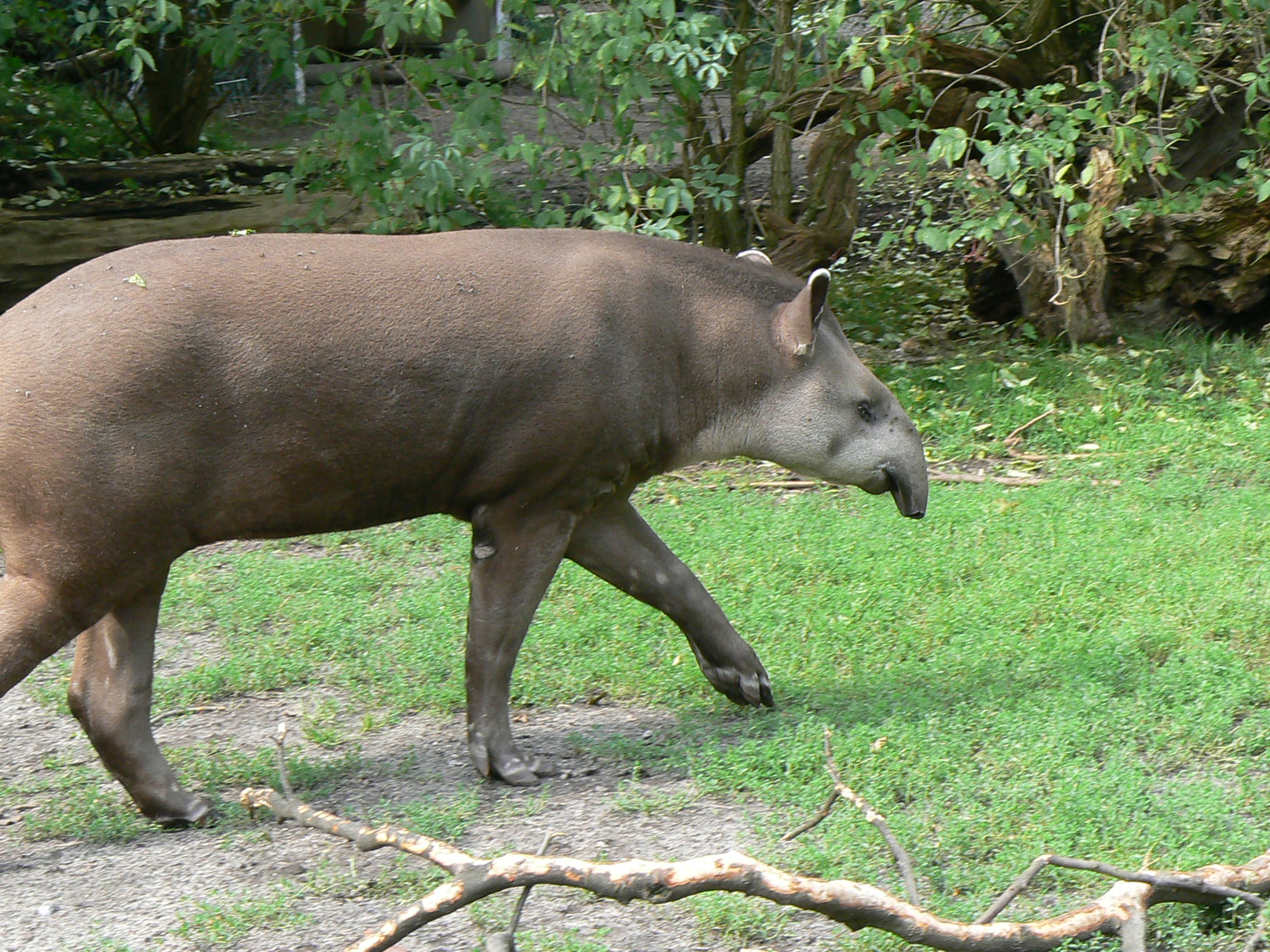
Tapír
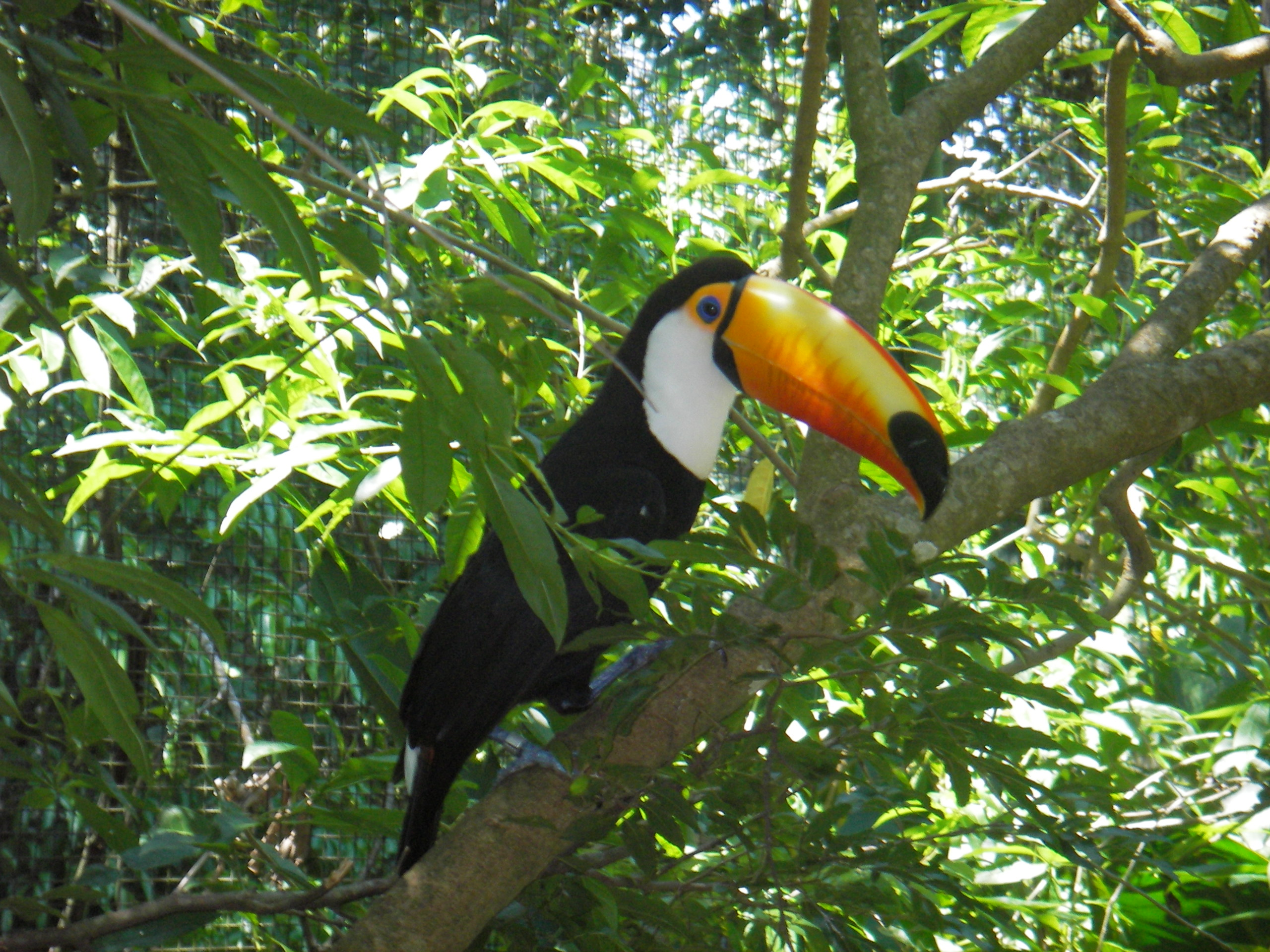
Tukán
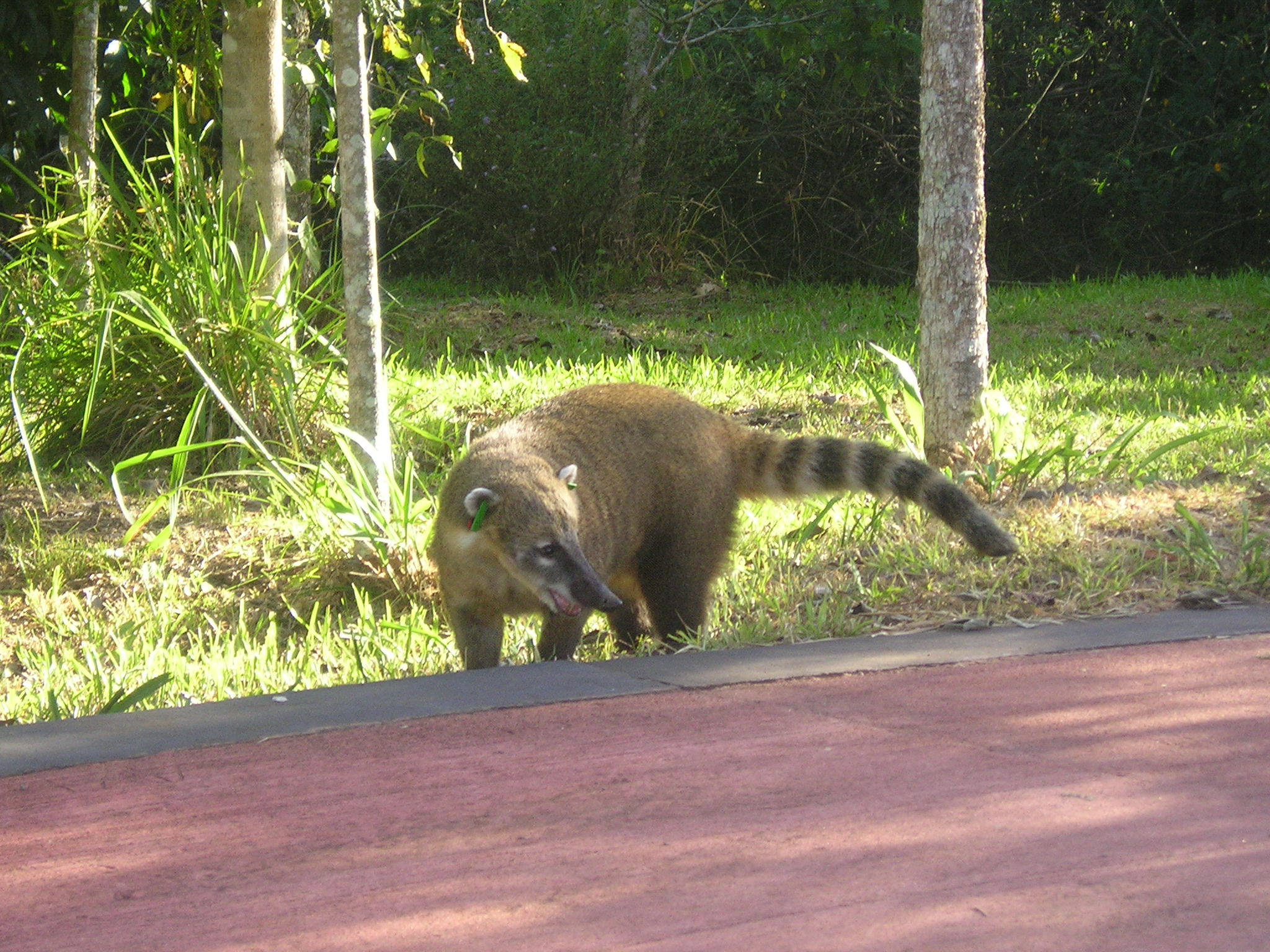
Koati
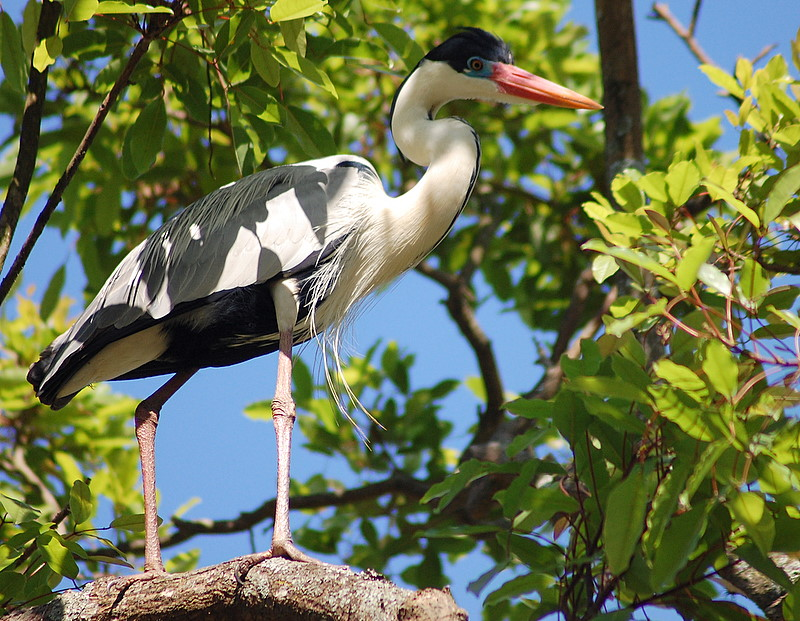
Kókuszgém

## Népesség

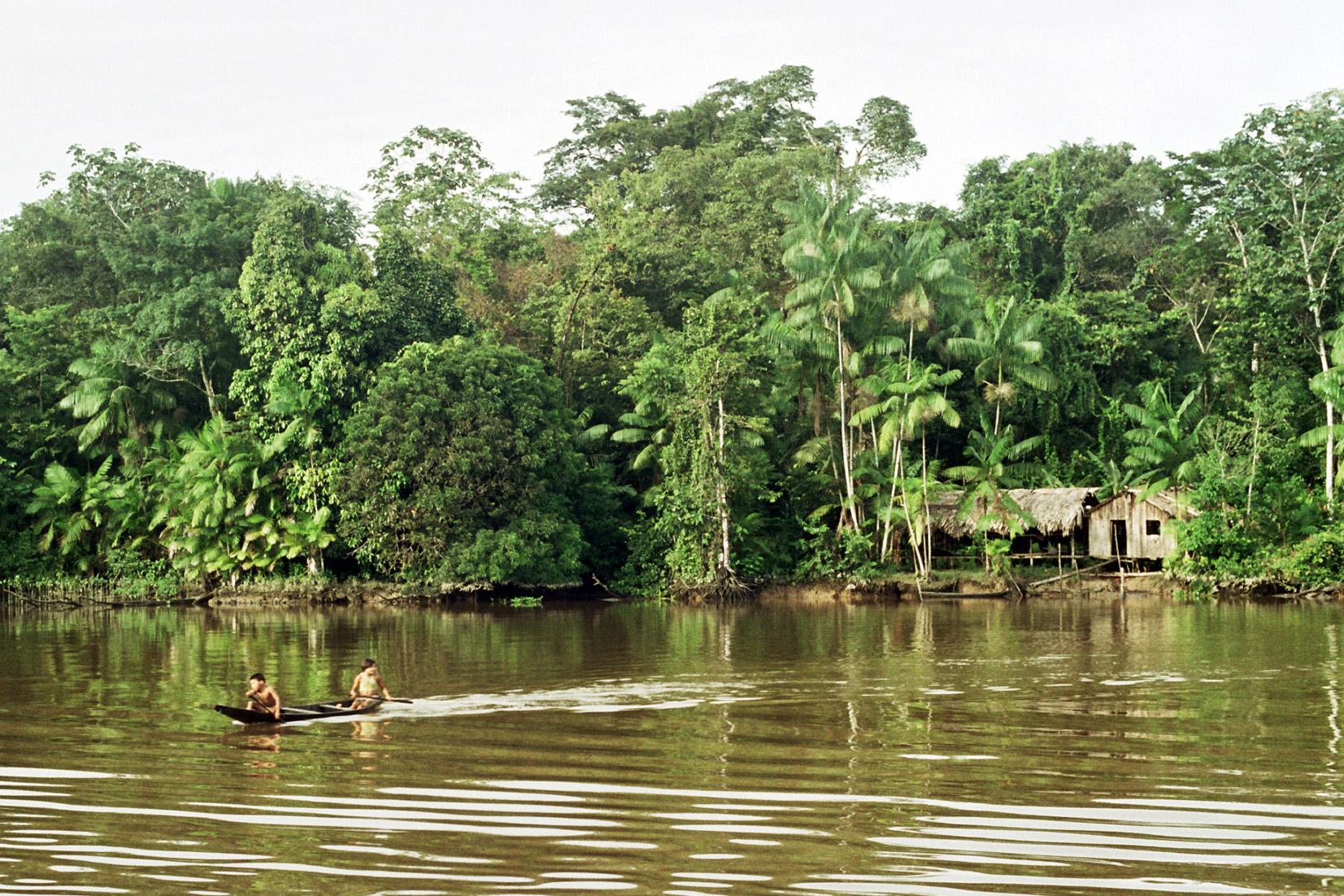
Egy átlagos folyómenti, amazóniai ház

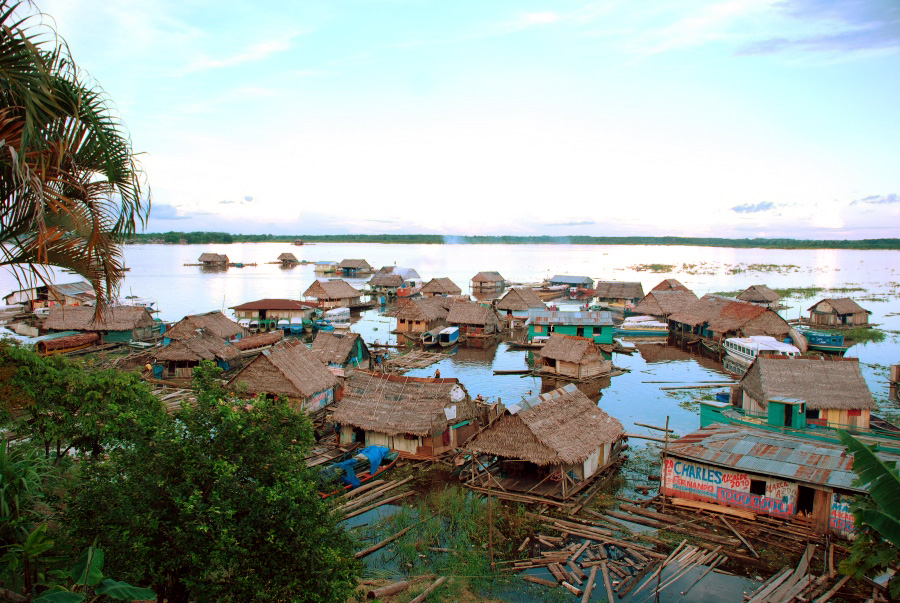
"Úszó falu" Iquitos közelében

Az Amazonas-medence területén megközelítőleg 22 millió ember él. Két fontos részre bonthatjuk fel a népességet, az évszázadok óta itt élő őslakos indiánokra és a betelepült telepesekre. A medencében élő emberek közül a legtöbben a portugálul beszélnek, ami nem meglepő, lévén a legnagyobb része Brazíliához tartozik, második helyen a spanyol nyelv van, a harmadik a Reengage.

### Története

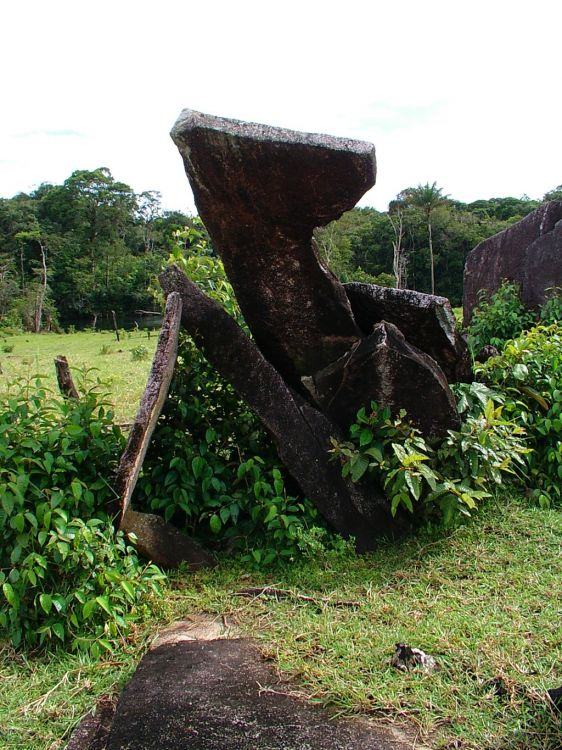
Megalitok a Solstício Archeológiai Parkban, a brazil Amapá államban

A medence 12 000 évvel ezelőtt kezdett benépesedni, amikor a mai indiánok ősei elérték Észak-Amerikai földrészen  keresztül Dél-Amerikát. A medence lakott volt akkor is, amikor a XVI. században az európai hódítók felfedezték. Először a spanyol Francisco Orellana hajózta végig az Amazonast 1541-ben, ő találkozott — ha valóban találkozott — a harcos indián nőkkel, akikről a folyót elnevezte Amazonas-nak.
Sok információ elveszett az utókor számára az itt lévő civilizációkról, mivel egy évszázad alatt az európai hódítók többek közt az arany ígérete miatt az indiánok 90%-át megölték.
A „kaucsuk korszak" évtizedeiben Amazónia fővárosa, a Rio Negro menti Manaus a „dzsungel Párizsa” lett. Gazdagságát az akkor fellendülőben levő gumiiparra és a gumi iránti óriási keresletre alapozta.

### Amazóniai indiánok

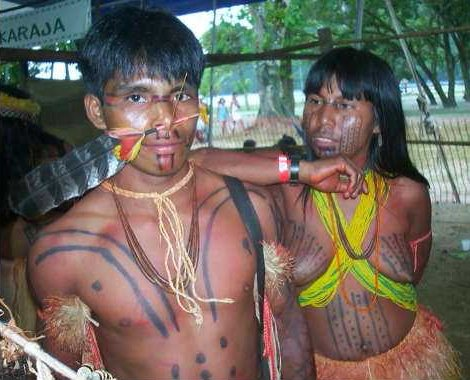
Karoja indiánok

Fél évezreddel ezelőtt számos virágzó indián település állt szétszórtan az Amazonas és nagyobb mellékfolyóinak a partjain. Ezek közül a három legfontosabb a tarumák, az omaguák és a karoják voltak, akik a többi törzs tagjaival együtt növénytermesztéssel, az árvizek nyomán termékennyé vált földeken a bőséges kukorica-, manióka- és vadrizstermés betakarításával foglalkoztak, emellett a halászat biztosította a napi szükségleteiket. Amazóniában mára csak azok az indiánok maradtak fenn, akik eredetileg is az erdő mélyén éltek, távol a folyótól.
Már 1910-ben megalakult az Indiánvédelmi Szolgálat, mint filantróp szervezet. Ezt 1967-ben botrányos körülmények között feloszlatták, mert egy vizsgálat fényt derített arra, hogy a nagybirtokosok által lepénzelt szervezet ragályos betegségekkel fertőzött ruhákkal, takarókkal és arzénnel dúsított cukorral tizedelte meg védenceit. Továbbá repülőkről is dinamitot szórtak az indián településekre. Az így elnéptelenedett területeket aztán saját birtokukba vették. 
Az 1960-as évek végén az indiánok védelmére kelt szervezetek tárták a világ elé az amazóniai indiánok tömeges pusztításának megdöbbentő dokumentumait.
Az Indiánvédelmi Szolgálat örökébe lépett a Funai, a Nemzeti Indián Alapítvány, amely szintén együttműködik a természeti kincsek feltárásában érdekelt nagyvállalatokkal.
A yanomami indiánok viszonylag nyugalomban éltek egészen 1973-ig, amikor megkezdték Brazíliában a Perimetral Norte, a 210. számú szövetségi országút építését. Az országút azzal a céllal épült, hogy bekapcsolja az északi "elmaradott" területet az ország gazdasági vérkeringésébe. Az országútra az a jellemző, ami az ország számos, olykor a gigantománia révületében fogant létesítményére — még el sem készült, de már nem működik. 
A Perimetral Norte ennek ellenére tragédia volt az indiánok számára, mert elkerülhetetlenül kapcsolatba kerültek a fehér útépítőkkel, s az ő révükön az eddig ismeretlen betegségekkel — a náthával, a szamárköhögéssel, a kanyaróval stb. Ezek a fehér ember számára kezelhető, az indiánoknak végzetes betegség lett. Újabb csapásként jött a malária is, amelyet az aranyásók, a garimpeirók hoztak magukkal. Az aranyásók még a betegségnél is veszélyesebbek lettek, mert valahányszor híre érkezik egy nagyobb lelőhelynek, sáskahadként árasztják el a vidéket. Amikor a venezuelai határ mentén, a yanomamik lakta földön 1975-ben uránt és kassziteritet találtak, ötszáz aranyásó illegálisan behatolt az indián rezervátumba, ahonnan végül a szövetségi rendőrség űzte el őket, hogy aztán az állami bányavállalat számára készítse elő a terepet..
Az őserdőben élő indián népesség tovább csökken, mivel Brazíliában ma is virágzik a korrupció, és gyerekcipőben jár a rablógazdálkodás következményeinek jogi szabályozása, a hatóságok ellenőrzési képessége és hajlandósága.
Az erdei, amazóniai indiánok népessége napjainkra 100 ezer körülire csökkent, de még így is 150 különböző nyelvet beszélő törzsük van, s ezek nagy része a Brazíliában – papíron – a Nemzeti Indián Alapítvány védelme alatt áll.
Az esőerdőben maradt szétszórt törzsek őseikhez hasonlóan nomád életmódot folytatnak, élelmük nagy részét vadászattal és halászattal szerzik. Az őseikhez hasonlóan jól ismerik az őserdő értékeit, erre jó példa a tiriyo indiánok, akik  több mint 300, vadon élő növény gyógyító hatását ismerik.
A vadonban élő indiánok igen kifinomult látással, hallással és szaglással rendelkeznek. Az erdei indián olyan szagot is megérez, amit a fehér ember szinte soha.
Bár ősidők óta ismerik az alkoholerjesztést, a tömény italra a fehérek, illetve a rabszolgamunkából az őserdőbe szökött feketék szoktatták őket. Azóta az alkohol Amazónia indiánjainak átkává vált.

### Telepesek

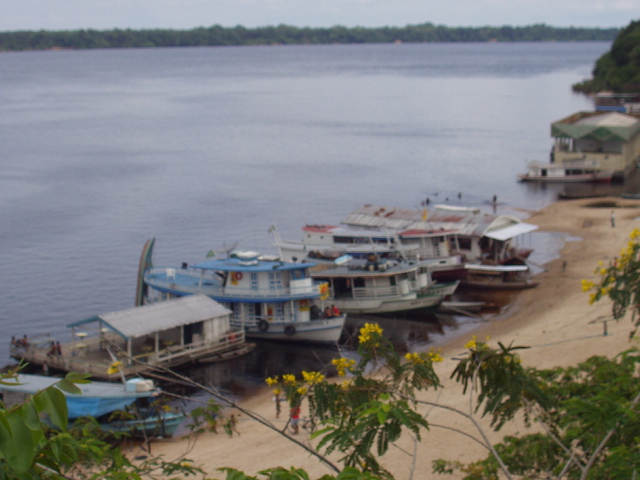
Hajók az Amazonas partján

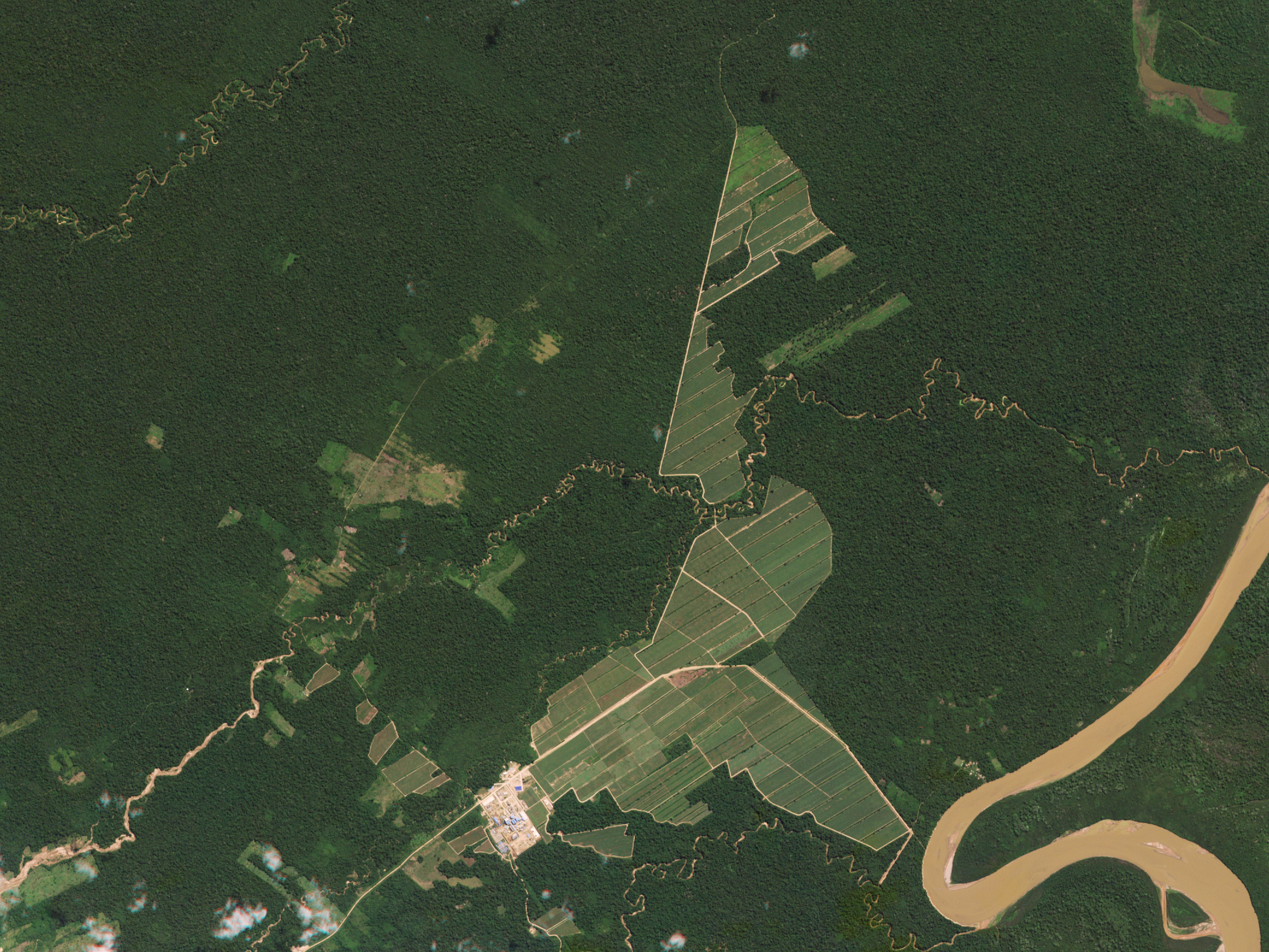
Erdőirtás Bolíviában

Az amazóniai indiánok mellett van egy másik fontos embercsoport, amely itt él, mégpedig a  tradicionális hajós nép, a riberinhos, akik a kaucsukfa-ültetvények miatt költöztek ide az Amazonas-medencébe. Később érkeztek a telepesek, a colonosok, akik az iparral, illegális és legális bányászattal karöltve felelősek az őserdő pusztításáért.
Az 1920-as évek végén pedig Henry Ford, az autókirály akart roppant kaucsuk ültetvényt kiszakítani a dzsungelból, Fordland-et a Tapajós folyó mentén, ahonnan a 19. században az angol Henry Wickham a kaucsuk cserjéket kicsempészte s ezzel halálos csapást mért a brazil kaucsuk monopóliumra. Ford azonban belebukott vállalkozásába. Ford-landiát, sok millió kaucsukfájával visszahódította a dzsungel.
Az 1970-ben megkezdett „Transamazonasi program” szerint sokezer kilométeres utak szelték volna át az őserdőt, az utak mentén ültetvények létesültek volna és a sűrűn lakott, szárazság sújtotta északkeletről, a brazil Nordeste-ről millió embert telepítettek volna át. A modern világ technikai felkészültségével, a roppant gépekkel, földgyalukkal mindez megvalósítható.
A tervek szerint 1976-ban már százezer, 1980-ban pedig egy millió új telepes foglalta volna el a földeket az utak mentén.
Akik ismerték Amazóniát, azt mondták: a nagy terv eleve kudarcra van Ítélve. Elsősorban azért, mert Amazónia földje nem alkalmas földművelésre, hosszabb távon még állattenyésztésre sem. Látszólag ennek ellentmondanak az óriási fák, a dús vegetáció, a végeláthatatlan őserdő. Az őserdő önmagát táplálja, újjászüli. Ha azonban az őserdőt kiirtják, a roppant trópusi esők néhány év alatt lemossák a termőtalajt és a "zöld pokol" helyén "vörös pokol", azaz füves szavanna és sivatag, kőkemény laterittalaj lesz.

### Fontosabb városok
A közlekedésre kiválóan alkalmas folyók mentén épültek a legnagyobb városok. Ezek: 
- Manaus, a medence brazíliai részének legfontosabb központja
- Belém, az Amazonas torkolatánál, az Atlanti-óceán partjának közelében
- Santarém, az Amazonas partján
- Iquitos, a medence perui központja
- Pucallpa
- Porto Velho

## Amazónia pusztulása

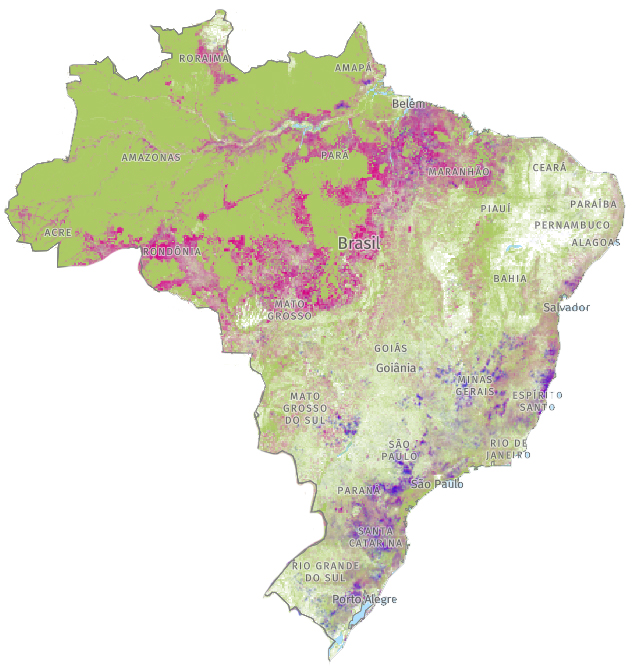
Az őserdő eltűnése Brazília területén 2001-2018 között, piros jelöléssel

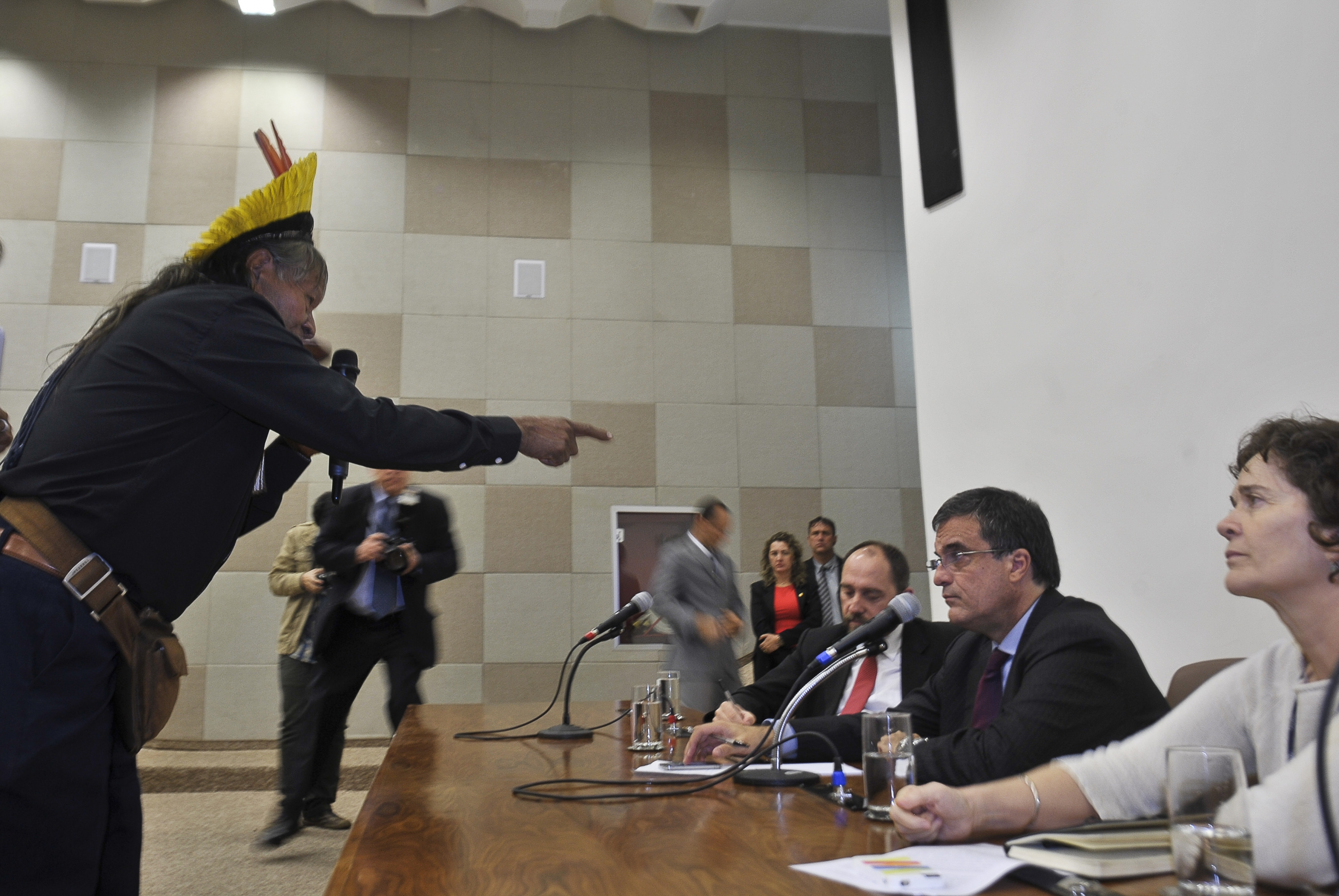
Az indiánok egy képviselője tiltakozik 2012-ben egy rendelet ellen, amely lehetővé teszi az őslakosok földterületeinek kizsákmányolását az őslakókkal való konzultáció nélkül

A Föld legnagyobb kiterjedésű  dzsungeléről készített műholdas felvételek szerint akkora terjedelmű erdőt érintett az irtás, mint az Amerikai Egyesült Államok területe, ez Amazónia területének 47%-át jelenti.
Az őserdők eltűnésének legjelentősebb okai:
- urbanizáció
- fakitermelés
- mezőgazdasági (növénytermesztés, állattenyésztés) célból irtás
- új utak építése
- külszíni bányászat (legális és illegális)
- egyéb ipari tevékenység

Az 1990-es években a kiirtott területek helyén jórészt marhalegelőket alakítottak ki, és a kivágott famennyiség mintegy fele faszénként hagyta el régiót.
Gyakran illegális erdőirtást végeznek, az anyagi bevétel miatt azonban a kormányzat is szemet huny a pusztítás felett.
A távoli vidékeken a gazdálkodók és a favágók a hivatalos szervek megkerülésével hatalmas farmokat (fazenda) alakítanak ki az őserdő helyén. A felégetett erdők azonban csupán néhány évig használhatók a talaj gyors kimerülése miatt. Utána tovább kell állni, és újabb erdőket irtanak ki. 
Ennek következményeként nem csak az élővilág került veszélybe, hanem a lecsupaszított területeken a talajerózió is felgyorsul, és így egyre nagyobb károkat okoznak a természeti jelenségek (földcsuszamlások, árvizek). 
A lepusztított területen aztán gyakran megreked a nagy mennyiségű trópusi esővíz, pocsolyákba gyűlik, ahol előbb-utóbb hemzsegni kezdenek a maláriát terjesztő Anopheles-szúnyog lárvái is. Ahol viszont nagy területen irtják ki a fákat, ott megszűnnek az esőzések, és megkezdődik a terület elsivatagosodása.
2018-ban, csak egy év alatt, globálisan egy Belgium méretű esőerdő pusztult el; ennek nagy részét Brazília adta. Itt a 2010-es években Mato Grosso államát sújtja leginkább az erdőirtás, ezt Pará és Rondônia államok követik.

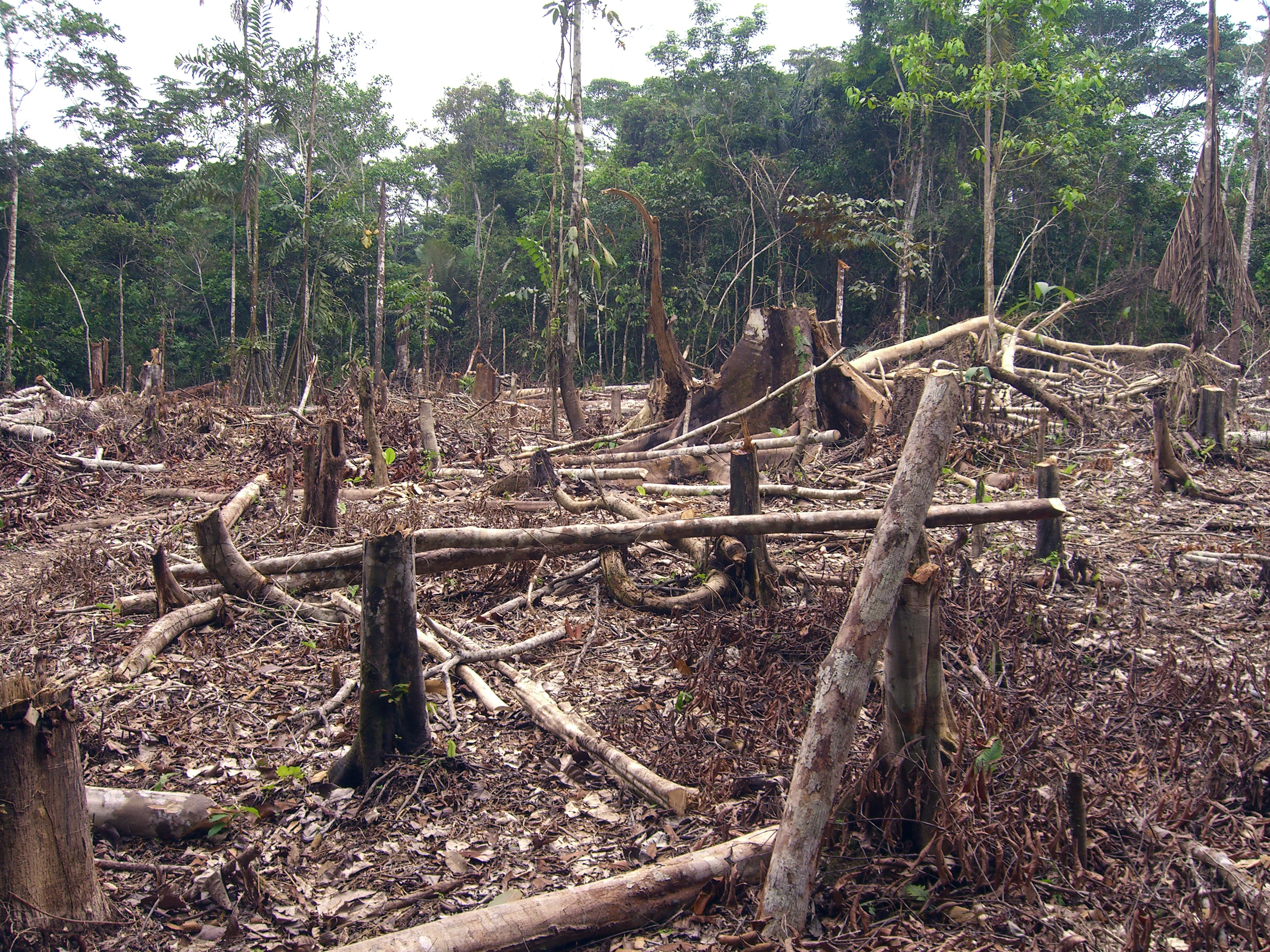
Erdőirtás a Kolumbiai Amazonasban
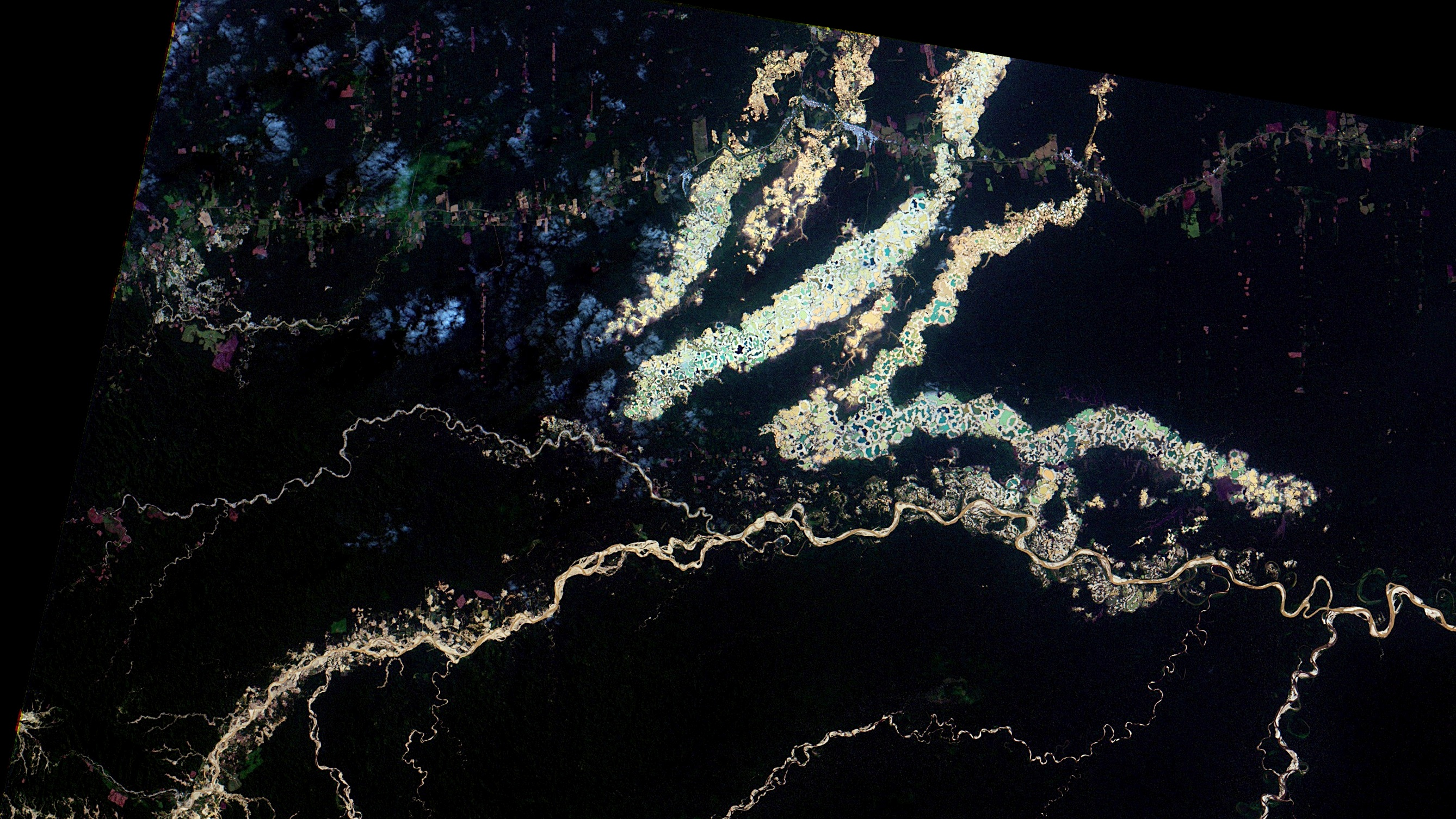
Illegális bányászat a Perui Amazonasban
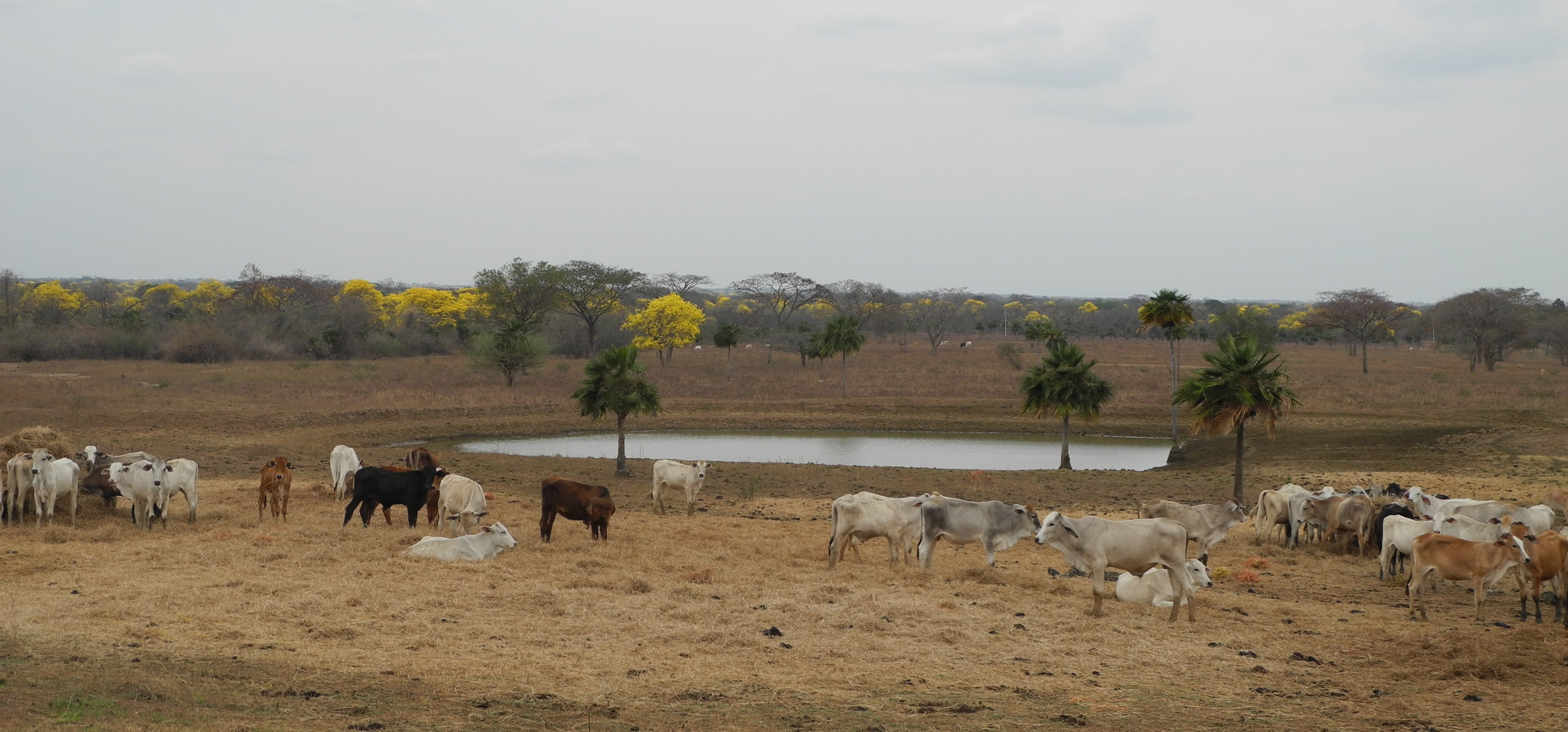
A Venezuelai Amazonas erdőirtása szarvasmarha-tenyésztés céljából
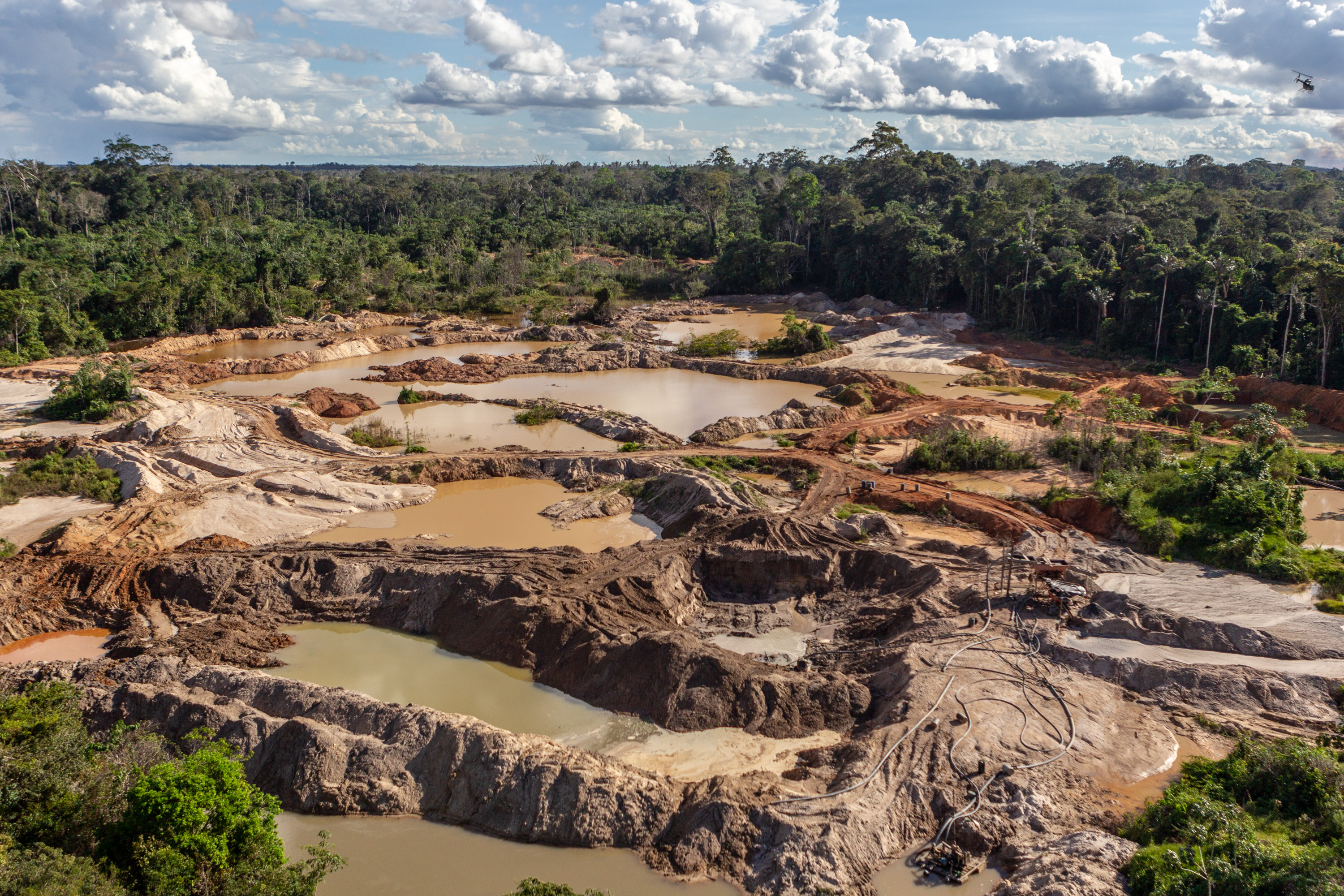
külszíni bányászat
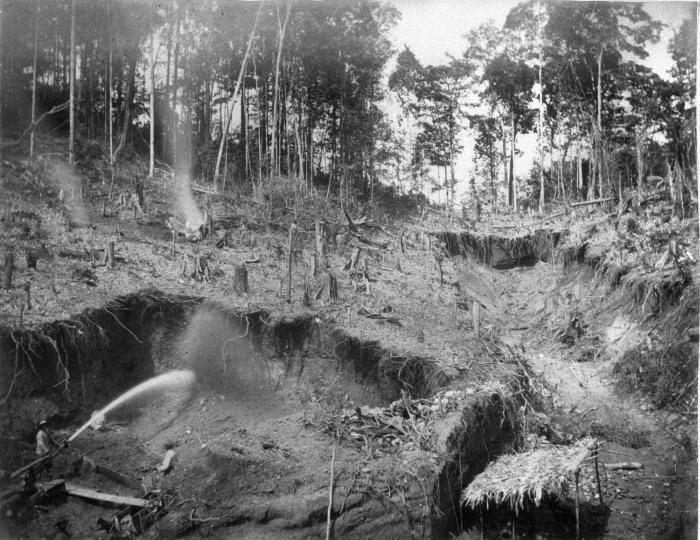
Fakitermelés Suriname-ban
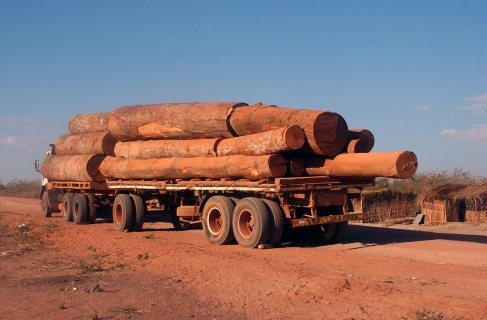
Farönkök szállítása Mato Grossoban

## Nevezetes személyek
Nevezetes személyek, akiknek az élete Amazóniához is kötődik:

### Magyarok
- Balázs Dénes
- Boglár Lajos
- Brentán Károly
- Cholnoky Jenő
- Domitrovitsch József
- Gáspár Ferenc
- Lóczy Lajos
- Molnár Gábor
- Székely Tibor

### Külföldiek
- Alexander von Humboldt
- Éder Xavér Ferenc
- Francisco de Orellana
- Gonzalo Pizarro
- Szentmártonyi Ignác